# Liste der Inszenierungen des Theaters Magdeburg
Die folgende Liste der Inszenierungen des Theaters Magdeburg listet die Inszenierungen des Theaters Magdeburg nach Sparten und Spielzeiten auf.

## Musiktheater

### 2011/12
| Autor/Komponist             | Titel des Stücks              | Musikalische Leitung/Regie                                                             | Bemerkungen                                               |
| Frederick Loewe             | My Fair Lady                  | Musikalische Leitung: Martin Wagner / Regie: Nico Rabenald                             |                                                           |
| Frank Wildhorn              | Jekyll & Hyde                 | Musikalische Leitung: Martin Wagner / Regie: Andreas Gergen, Christian Struppeck       |                                                           |
| Wolfgang Amadeus Mozart     | Don Giovanni                  | Musikalische Leitung: Pawel Poplawski / Regie: Oliver Knopik                           | als Gastspiel in Bad Lauchstädt                           |
| Giuseppe Verdi              | La traviata                   | Musikalische Leitung: Michael Lloyd / Regie: Stephen Lawless                           |                                                           |
| Marc Neikrug                | Hinter den Rosen              | Musikalische Leitung: Jovan Mitic / Regie: Christian Poewe                             |                                                           |
| Andrew Lloyd Webber         | Sunset Boulevard              | Musikalische Leitung: Pawel Poplawski / Regie: Stefan Huber                            |                                                           |
| Johann Strauss              | Die Fledermaus                | Musikalische Leitung: Michael Lloyd, Michael Balke / Regie: Aron Stiehl                |                                                           |
| Carl Maria von Weber        | Der Freischütz                | Musikalische Leitung: GMD Kimbo Ishii-Eto, Pawel Poplawski / Regie/Bühne: Aniara Amos  |                                                           |
| Gioacchino Rossini          | Aschenputtel (La Cenerentola) | Musikalische Leitung: Michael Balke, Pawel Poplawski / Regie: Anette Leistenschneider  |                                                           |
| Leoš Janáček                | Jenůfa                        | Musikalische Leitung: GMD Kimbo Ishii-Eto, Pawel Poplawski / Regie: Cornelia Crombholz |                                                           |
| Jerry Herman                | Hello, Dolly!                 | Musikalische Leitung: Pawel Poplawski / Regie/Choreografie: Leonard Prinsloo           |                                                           |
| Giacomo Puccini             | Madame Butterfly              | Musikalische Leitung: GMD Kimbo Ishii-Eto / Regie: Olivia Fuchs                        |                                                           |
| Bertolt Brecht / Kurt Weill | Die Dreigroschenoper          | Musikalische Leitung: Maria Hinze / Regie: Jan Jochymski                               |                                                           |
| Georg Philipp Telemann      | Miriways                      |                                                                                        | in Kooperation mit den 21. Magdeburger Telemann-Festtagen |
| Jacques Offenbach           | Hoffmanns Erzählungen         | Musikalische Leitung: GMD Kimbo Ishii-Eto / Regie: Christian von Götz                  |                                                           |
| Harrison Birtwistle         | The Io Passion                | Musikalische Leitung: N.N. / Regie: Oliver Klöter                                      |                                                           |
| Engelbert Humperdinck       | Hänsel und Gretel             | Musikalische Leitung: Michael Balke / Regie: Karen Stone                               |                                                           |

### 2012/13
| Autor/Komponist                           | Titel des Stücks                        | Musikalische Leitung/Regie                                                    | Bemerkungen     |
| Giuseppe Verdi                            | Don Carlos                              | Musikalische Leitung Michael Balke, Hermann Dukek / Regie Bruno Berger-Gorski |                 |
| Wolfgang Amadeus Mozart                   | Die Entführung aus dem Serail           | Musikalische Leitung GMD Kimbo Ishii-Eto / Regie Christian Poewe              |                 |
| Stephen Sondheim                          | Sweeney Todd                            | Musikalische Leitung David Levi / Regie Leonard Prinsloo                      |                 |
| Benjamin Britten                          | Ein Sommernachtstraum                   | Musikalische Leitung Pawel Poplawski / Regie/Bühne Aniara Amos                |                 |
| Cole Porter                               | Kiss me, Kate!                          | Musikalische Leitung GMD Kimbo Ishii-Eto / Regie Walter Sutcliffe             |                 |
| Hans Werner Henze                         | Der König von Harlem (El Rey de Harlem) | Musikalische Leitung Hermann Dukek / Regie Johannes Bergmann                  |                 |
| Gaetano Donizetti                         | Maria Stuart                            | Musikalische Leitung Michael Balke / Regie Karen Stone                        |                 |
| Richard Wagner                            | Tristan und Isolde                      | Musikalische Leitung GMD Kimbo Ishii-Eto / Regie Stephen Lawless              |                 |
| Alain Boublil und Claude-Michel Schönberg | Les Misérables                          | Musikalische Leitung Pawel Poplawski / Regie Gil Mehmert                      | DomplatzOpenAir |
| Bertolt Brecht/Kurt Weill                 | Die Dreigroschenoper                    | Musikalische Leitung Maria Hinze Regie Jan Jochymski                          |                 |
| Engelbert Humperdinck                     | Hänsel und Gretel                       | Musikalische Leitung Michael Balke, Pawel Poplawski Regie Karen Stone         |                 |
| Jerry Herman                              | Hello, Dolly!                           | Musikalische Leitung Martin Wagner Regie/Choreografie Leonard Prinsloo        |                 |
| Giacomo Puccini                           | Madame Butterfly                        | Musikalische Leitung Pawel Poplawski Regie Olivia Fuchs                       |                 |
| Gaetano Donizetti                         | Lucia di Lammermoor                     | Musikalische Leitung Michael Balke Regie Karen Stone                          |                 |
| Jacques Offenbach                         | Hoffmanns Erzählungen                   | Musikalische Leitung GMD Kimbo Ishii-Eto, Pawel Poplawski                     |                 |
| Marc Neikrug                              | Hinter den Rosen                        | Musikalische Leitung Jovan Mitic Regie Christian Poewe                        |                 |

### 2013/14
| Autor/Komponist                                   | Titel des Stücks            | Musikalische Leitung/Regie                                                                                    | Bemerkungen     |
| Wolfgang Amadeus Mozart                           | Die Hochzeit des Figaro     | Musikalische Leitung Michael Balke / Regie Karen Stone                                                        |                 |
| Giuseppe Verdi                                    | Macbeth                     | Musikalische Leitung GMD Kimbo Ishii-Eto / Regie Aniara Amos                                                  |                 |
| Eduard Künneke                                    | Der Vetter aus Dingsda      | Musikalische Leitung Michael Balke / Regie Michael Wallner                                                    |                 |
| Gioacchino Rossini                                | Der Barbier von Sevilla     | Musikalische Leitung GMD Kimbo Ishii-Eto / Regie Christian von Götz                                           |                 |
| Richard Strauss                                   | Der Rosenkavalier           | Musikalische Leitung GMD Kimbo Ishii-Eto, Michael Balke / Regie Olivia Fuchs                                  |                 |
| Georg Friedrich Händel und Georg Philipp Telemann | Otto                        | Musikalische Leitung Stephan Schultz / Regie Arila Siegert                                                    |                 |
| Igor Strawinsky                                   | Die Geschichte vom Soldaten | Musikalische Leitung GMD Kimbo Ishii / Regie Ulrich Schulz                                                    |                 |
| Carl Millöcker                                    | Der Bettelstudent           | Musikalische Leitung Pawel Poplawski / Regie Nico Rabenald                                                    |                 |
| Richard O’Brien                                   | The Rocky Horror Show       | Musikalische Leitung Hermann Dukek, Martin Wagner / Inszenierung Ulrich Wiggers / Choreografie Denny Costello | DomplatzOpenAir |
| Cole Porter                                       | Kiss me, Kate               | Musikalische Leitung Martin Wagner / Regie Walter Sutcliffe / Choreografie Caroline Pope                      |                 |
| Wolfgang Amadeus Mozart                           | Don Giovanni                | Musikalische Leitung Michael Balke Regie Oliver Knopik                                                        |                 |
| Wolfgang Amadeus Mozart                           | Die Zauberflöte             | Musikalische Leitung Michael Balke Regie Holger Potocki                                                       |                 |
| Engelbert Humperdinck                             | Hänsel und Gretel           | Musikalische Leitung Michael Balke Regie Karen Stone                                                          |                 |
|                                                   | Sweeney Todd                | Musikalische Leitung David Levi / Regie Leonard Prinsloo                                                      |                 |
| Marc Neikrug                                      | Hinter den Rosen            | Musikalische Leitung Jovan Mitic / Regie Christian Poewe                                                      |                 |
| Giuseppe Verdi                                    | La traviata                 | Musikalische Leitung Pawel Poplawski / Regie Stephen Lawless                                                  |                 |

### 2014/15
| Autor/Komponist         | Titel des Stücks           | Musikalische Leitung/Regie                                                                                    | Bemerkungen     |
| Richard Wagner          | Lohengrin                  | Musikalische Leitung Titus Engel / Regie Andreas Baesler                                                      |                 |
| Wolfgang Amadeus Mozart | Così fan tutte             | Musikalische Leitung GMD Kimbo Ishii / Regie Karen Stone                                                      |                 |
| Franz Lehár             | Die lustige Witwe          | Musikalische Leitung Pawel Poplawski / Regie/Choreografie Leonard Prinsloo                                    |                 |
| Giacomo Puccini         | La Bohème                  | Musikalische Leitung GMD Kimbo Ishii/Pawel Poplawski / Regie Karen Stone                                      |                 |
| George Gershwin         | Crazy for You              | Musikalische Leitung Hermann Dukek / Regie Erik Petersen                                                      |                 |
| Zdeněk Fibich           | Die Braut von Messina (DE) | Musikalische Leitung GMD Kimbo Ishii / Regie Cornelia Crombholz                                               |                 |
| Philip Glass            | Der Prozess (DE)           | Musikalische Leitung Hermann Dukek / Regie Michael McCarthy                                                   |                 |
| Albert Lortzing         | Der Wildschütz             | Musikalische Leitung Michael Balke / Regie Aron Stiehl                                                        |                 |
| Carl Millöcker          | Der Bettelstudent          | Musikalische Leitung Pawel Poplawski / Regie Nico Rabenald                                                    |                 |
| Gioacchino Rossini      | Der Barbier von Sevilla    | Musikalische Leitung Pawel Poplawski / Regie Christian von Götz                                               |                 |
| Wolfgang Amadeus Mozart | Die Zauberflöte            | Musikalische Leitung Michael Balke / Regie Holger Potocki                                                     |                 |
| Wolfgang Amadeus Mozart | Die Hochzeit des Figaro    | Musikalische Leitung Michael Balke / Regie Karen Stone                                                        |                 |
| Giuseppe Verdi          | La traviata                | Musikalische Leitung Jovan Mitic / Regie Christian Poewe                                                      |                 |
| Richard O’Brien         | The Rocky Horror Show      | Musikalische Leitung Hermann Dukek, Martin Wagner / Inszenierung Ulrich Wiggers / Choreografie Denny Costello | DomplatzOpenAir |

### 2015/16
| Autor/Komponist                             | Titel des Stücks                | Musikalische Leitung/Regie                                               | Bemerkungen     |
| Giuseppe Verdi                              | Ein Maskenball                  | Musikalische Leitung Kimbo Ishii / Regie Karen Stone                     |                 |
| Richard Strauss                             | Elektra                         | Musikalische Leitung Michael Balke / Regie Aniara Amos                   |                 |
| Jacques Offenbach                           | Pariser Leben                   | Musikalische Leitung Hermann Dukek / Regie Michael Wallner               |                 |
| Erich Wolfgang Korngold                     | Die tote Stadt                  | Musikalische Leitung Kimbo Ishii / Jakob Peters-Messer                   |                 |
| Jerry Herman und Harvey Fierstein           | Ein Käfig voller Narren         | Musikalische Leitung Hermann Dukek / Regie Cornelia Crombholz            |                 |
| Georg Philipp Telemann                      | Damon                           | Musikalische Leitung David Stern / Regie Aron Stiehl                     |                 |
| Sidney Corbett                              | Die Andere (UA)                 | Regie / Bühne Ulrich Schulz                                              |                 |
| Otto Nicolai                                | Die lustigen Weiber von Windsor | Regie Christian von Götz                                                 |                 |
| Gerome Ragni, James Rado und Galt MacDermot | Hair                            | Musikalische Leitung Damian Omansen / Regie Erik Petersen                | DomplatzOpenAir |
| Albert Lortzing                             | Der Wildschütz                  | Musikalische Leitung Michael Balke / Regie Aron Stiehl                   |                 |
| Franz Lehár                                 | Die lustige Witwe               | Musikalische Leitung Martin Wagner / Regie/Choreografie Leonard Prinsloo |                 |
| George Gershwin                             | Crazy for You                   | Musikalische Leitung Hermann Dukek/Martin Wagner / Regie Erik Petersen   |                 |
| Engelbert Humperdinck                       | Hänsel und Gretel               | Musikalische Leitung Michael Balke / Regie Karen Stone                   |                 |
| Giacomo Puccini                             | La Bohème                       | Musikalische Leitung Michael Balke/Hermann Dukek / Regie Karen Stone     |                 |

### 2016/17
| Autor/Komponist                       | Titel des Stücks                | Musikalische Leitung/Regie                                            | Bemerkungen     |
| Charles Gounod                        | Faust                           | Musikalische Leitung Svetoslav Borisov / Regie Olivia Fuchs           |                 |
| Giacomo Puccini                       | Tosca                           | Musikalische Leitung GMD Kimbo Ishii / Regie Karen Stone              |                 |
| Philippe Boesmans                     | Julie                           | Musikalische Leitung Jovan Mitic / Regie Sebastian Gruner             |                 |
| John Kander                           | Cabaret                         | Musikalische Leitung Damian Omansen / Regie Sebastian Ritschel        |                 |
| Richard Wagner                        | Der fliegende Holländer         | Musikalische Leitung GMD Kimbo Ishii / Regie Vera Nemirova            |                 |
| Harold Arlen                          | Der Zauberer von Oz             | Musikalische Leitung Tomohiro Seyama / Regie Thomas Schmidt-Ehrenberg |                 |
| Emmerich Kálmán                       | Die Csárdásfürstin              | Musikalische Leitung / Regie Otto Pichler                             |                 |
| Wolfgang Amadeus Mozart               | Die Gärtnerin aus Liebe         | Musikalische Leitung Svetoslav Borisov / Regie Tobias Heyder          |                 |
| Arthur Laurents und Leonard Bernstein | West Side Story                 | Musikalische Leitung GMD Kimbo Ishii / Regie Gil Mehmert              | DomplatzOpenAir |
| Jerry Herman                          | Ein Käfig voller Narren         | Musikalische Leitung Hermann Dukek / Regie Cornelia Crombholz         |                 |
| Jacques Offenbach                     | Pariser Leben                   | Musikalische Leitung Tomohiro Seyama / Regie Michael Wallner          |                 |
| Wolfgang Amadeus Mozart               | Die Zauberflöte                 | Musikalische Leitung Svetoslav Borisov / Regie Holger Potocki         |                 |
| Giacomo Puccini                       | Madame Butterfly                | Musikalische Leitung GMD Kimbo Ishii / Regie Olivia Fuchs             |                 |
| Otto Nicolai                          | Die lustigen Weiber von Windsor | Musikalische Leitung Tomohiro Seyama / Regie Christian von Götz       |                 |

### 2017/18
| Autor/Komponist                                   | Titel des Stücks       | Musikalische Leitung/Regie                                                     | Premiere         | Wiederaufnahme   | Bemerkung       |
| ------------------------------------------------- | ---------------------- | ------------------------------------------------------------------------------ | ---------------- | ---------------- | --------------- |
| Antonín Dvořák                                    | Rusalka                | Musikalische Leitung Pawel Poplawski / Regie Stephen Lawless                   | Sa. 9. 9. 2017   |                  |                 |
| Giuseppe Verdi                                    | Aida                   | Musikalische Leitung Svetoslav Borisov / Regie Oliver Mears                    | Sa. 21. 10. 2017 |                  |                 |
| Alan Menken                                       | Der kleine Horrorladen | Musikalische Leitung Damian Omansen / Regie Ulrich Wiggers                     | Sa. 11. 11. 2017 |                  |                 |
| Gottfried von Einem                               | Dantons Tod            | Musikalische Leitung GMD Kimbo Ishii / Regie Karen Stone                       | Sa. 20. 1. 2018  |                  |                 |
| Johann Strauß                                     | Eine Nacht in Venedig  | Musikalische Leitung Svetoslav Borisov / Regie Erik Petersen                   | Sa. 10. 2. 2018  |                  |                 |
| Georg Friedrich Händel und Georg Philipp Telemann | Richard Löwenherz      | Musikalische Leitung David Stern / Regie Michael McCarthy                      | Sa. 10. 3. 2018  |                  |                 |
| Thomas Adès                                       | Powder Her Face        | Musikalische Leitung Hans Rotman / Regie Magdalena Fuchsberger                 | Sa. 31. 3. 2018  |                  |                 |
| Richard Strauss                                   | Salome                 | Musikalische Leitung GMD Kimbo Ishii / Regie Ulrich Schulz                     | Sa. 5. 5. 2018   |                  |                 |
| Andrew Lloyd Webber und Tim Rice                  | Jesus Christ Superstar | Musikalische Leitung Damian Omansen / Regie Sebastian Ritschel                 | Fr. 15. 6. 2018  |                  | DomplatzOpenAir |
| Harold Arlen                                      | Der Zauberer von Oz    | Musikalische Leitung Pawel Poplawski / Regie Thomas Schmidt-Ehrenberg          |                  | So. 17. 9. 2017  |                 |
| Emmerich Kálmán                                   | Die Csárdásfürstin     | Musikalische Leitung Svestoslav Borisov / GMD Kimbo Ishii / Regie Otto Pichler |                  | So. 19. 11. 2017 |                 |
| Engelbert Humperdinck                             | Hänsel und Gretel      | Musikalische Leitung Svestoslav Borisov / Regie Karen Stone                    |                  | So. 3. 12. 2017  |                 |
| Giacomo Puccini                                   | Tosca                  | Musikalische Leitung GMD Kimbo Ishii / svestoslav Borisov / Regie Karen Stone  |                  | Sa. 17. 2. 2018  |                 |
| John Kander                                       | Cabaret                | Musikalische Leitung Damian Omansen / Regie Sebastian Ritschel                 |                  | Sa. 14. 4. 2018  |                 |
| Marc Neikrug                                      | Hinter den Rosen       | Musikalische Leitung Jovan Mitic / Regie Christian Poewe                       |                  |                  |                 |

### 2018/19
| Autor/Komponist                              | Titel des Stücks                        | Musikalische Leitung/Regie                                                       | Premiere         | Wiederaufnahme   | Bemerkung       |
| -------------------------------------------- | --------------------------------------- | -------------------------------------------------------------------------------- | ---------------- | ---------------- | --------------- |
| Richard Wagner                               | Die Walküre                             | Musikalische Leitung GMD Kimbo Ishii-Eto / Regie Jakob Peters-Messer             | Sa. 8. 9. 2018   |                  |                 |
| Emmerich Kálmán                              | Gräfin Mariza                           | Musikalische Leitung Pawel Poplawski / Regie Oliver Klöter                       | Sa. 20. 10. 2018 |                  |                 |
| Gaetano Donizetti                            | Don Pasquale                            | Musikalische Leitung Svetoslav Borisov / Regie Christian Poewe                   | Sa. 10. 11. 2018 |                  |                 |
| Samuel Barber                                | Vanessa                                 | Musikalische Leitung Svetoslav Borisov / Regie Karen Stone                       | Sa. 19. 1. 2019  |                  |                 |
| Giuseppe Verdi                               | Otello                                  | Musikalische Leitung GMD Kimbo Ishii-Eto / Regie Olivia Fuchs                    | Sa. 16. 2. 2019  |                  |                 |
| Georg Friedrich Händel                       | Xerxes                                  | Musikalische Leitung N. N. / Regie Tobias Heyder                                 | Sa. 9. 3. 2019   |                  |                 |
| Jeffrey Ching                                | Die wahre Geschichte von King Kong (UA) | Musikalische Leitung N. N. / Regie Roscha A. Säidow                              | Sa. 16. 3. 2019  |                  |                 |
| Joseph Stein, Jerry Bock und Sheldon Harnick | Anatevka                                | Musikalische Leitung Damian Omansen / Regie Erik Petersen                        | Sa. 4. 5. 2019   |                  |                 |
|                                              | Chicago                                 | Musikalische Leitung Damian Omansen / Regie Ulrich Wiggers                       | Fr. 14. 6. 2019  |                  | DomplatzOpenAir |
| Richard Strauss                              | Salome                                  | Musikalische Leitung Svetoslav Borisov/GMD Kimbo Ishii-Eto / Regie Ulrich Schulz |                  | Fr. 14. 9. 2018  |                 |
| Wolfgang Amadeus Mozart                      | Die Zauberflöte                         | Musikalische Leitung Pawel Poplawski / Regie Holger Potocki                      |                  | Sa. 2. 12. 2018  |                 |
| Alan Menke                                   | Der kleine Horrorladen                  | Musikalische Leitung Damian Omansen / Regie Ulrich Wiggers                       |                  | Sa. 15. 9. 2018  |                 |
| Giacomo Puccini                              | La Bohème                               | Musikalische Leitung GMD Kimbo Ishii-Eto / Regie .                               |                  | Sa. 22. 12. 2018 |                 |
| Jerry Herman                                 | Ein Käfig voller Narren                 | Musikalische Leitung Pawel Poplawski / Regie Cornelia Crombholz                  |                  | Sa. 15. 3. 2019  |                 |
| Johann Strauß                                | Eine Nacht in Venedig                   | Musikalische Leitung Svetoslav Borisov / Regie Erik Petersen                     |                  | Sa. 13. 4. 2019  |                 |

### 2019/20
| Autor/Komponist                              | Titel des Stücks                          | Musikalische Leitung/Regie                                     | Premiere         | Wiederaufnahme   | Bemerkung                                         |
| -------------------------------------------- | ----------------------------------------- | -------------------------------------------------------------- | ---------------- | ---------------- | ------------------------------------------------- |
| Leoš Janáček                                 | Kátja Kabanová                            | Musikalische Leitung GMD Anna Skryleva / Regie Stephen Lawless | Sa. 7. 9. 2019   |                  |                                                   |
| Jacques Offenbach                            | Die schöne Helena                         | Musikalische Leitung Pawel Poplawski / Regie Ulrich Schulz     | Sa. 19. 10. 2019 |                  |                                                   |
| Rob Bolland und Ferdi Bolland                | 3 Musketiere                              | Musikalische Leitung Pawel Poplawski / Regie Ulrich Wiggers    | Sa. 9. 11. 2019  |                  |                                                   |
| Giacomo Puccini                              | Turandot                                  | Musikalische Leitung GMD Anna Skryleva / Regie Michiel Dijkema | Sa. 25. 1.2020   |                  |                                                   |
| Kurt Weill                                   | Aufstieg und Fall der Stadt der Mahagonny | Musikalische Leitung Svetoslav Borisov / Regie Marcel Keller   | Sa. 14. 3. 2020  |                  | Coronabedingt abgesagt/verschoben                 |
| Wolfgang Amadeus Mozart                      | Titus                                     | Musikalische Leitung Anna Skryleva / Regie Dietrich Hilsdorf   | Sa. 4. 4. 2020   |                  | Coronabedingt abgesagt/verschoben                 |
| Charles Gounod                               | Roméo et Juliette                         | Musikalische Leitung Svetoslav Borisov / Regie Karen Stone     | Sa. 9. 5.2020    |                  | Coronabedingt abgesagt/verschoben                 |
| Michael Kunze und Sylvester Levay            | Rebecca                                   | Musikalische Leitung Damian Omansen / Regie Erik Petersen      | Fr. 19. 6. 2020  |                  | DomplatzOpenAir/Coronabedingt abgesagt/verschoben |
| Emmerich Kálmán                              | Gräfin Mariza                             | Musikalische Leitung Pawel Poplawski / Regie Oliver Klöter     |                  | So. 15. 9. 2019  |                                                   |
| Joseph Stein, Jerry Bock und Sheldon Harnick | Anatevka                                  | Musikalische Leitung Nathan Bas / Regie Erik Petersen          |                  | So. 22. 9. 2019  |                                                   |
| Engelbert Humperdinck                        | Hänsel und Gretel                         | Musikalische Leitung Pawel Poplawski / Regie Karen Stone       |                  | Sa. 30. 11. 2019 |                                                   |

### 2020/21
| Autor/Komponist               | Titel des Stücks        | Musikalische Leitung/Regie                                        | Premiere         | Wiederaufnahme   | Bemerkung                         |
| ----------------------------- | ----------------------- | ----------------------------------------------------------------- | ---------------- | ---------------- | --------------------------------- |
| Wolfgang Amadeus Mozart       | Titus                   | Musikalische Leitung Anna Skryleva / Regie Dietrich Hilsdorf      | Sa. 12. 9. 2020  |                  |                                   |
| Charles Gounod                | Roméo et Juliette       | Musikalische Leitung Svetoslav Borisov / Regie Karen Stone        | Sa. 3. 10. 2020  |                  |                                   |
| Johann Strauß                 | Der Zigeunerbaron       | Musikalische Leitung Pawel Poplawski / Regie Tobias Heyder        | Sa. 24. 10. 2020 |                  |                                   |
| Frank Loesser                 | Guys and Dolls          | Musikalische Leitung David Levi / Regie Götz Hellriegel           | Fr. 13. 11. 2020 |                  | Coronabedingt abgesagt/verschoben |
| Giuseppe Verdi                | Rigoletto               | Musikalische Leitung Svetoslav Borisov / Regie Christian von Götz | Sa. 23. 1. 2021  |                  | Coronabedingt abgesagt/verschoben |
| Kurt Weill                    | Street Scene            | Musikalische Leitung Pawel Poplawski / Regie Matthew Eberhardt    | Sa. 20. 2. 2021  |                  | Coronabedingt abgesagt/verschoben |
| Ralph Benatzky                | Im weißen Rössl         | Musikalische Leitung Pawel Poplawski / Regie Tim Kramer           | So. 11. 4. 2021  |                  | Coronabedingt abgesagt/verschoben |
| Giuseppe Verdi                | Falstaff                | Musikalische Leitung GMD Anna Skryleva / Regie Karen Stone        | Sa. 8. 5. 2021   |                  | Coronabedingt abgesagt/verschoben |
| Rob Bolland und Ferdi Bolland | 3 Musketiere            | Musikalische Leitung Pawel Poplawski / Regie Ulrich Wiggers       |                  | So. 13. 9. 2020  |                                   |
| Engelbert Humperdinck         | Hänsel und Gretel       | Musikalische Leitung GMD Anna Skryleva Regie Karen Stone          |                  | Sa. 12. 12. 2020 | Coronabedingt abgesagt/verschoben |
| Giacomo Puccini               | Madame Butterfly        | Musikalische Leitung GMD Anna Skryleva Regie Olivia Fuchs         |                  | So. 7. 2. 2021   | Coronabedingt abgesagt/verschoben |
| Richard Wagner                | Der fliegende Holländer | Musikalische Leitung GMD Anna Skryleva Regie Vera Nemirova        |                  | Sa. 20. 3. 2021  | Coronabedingt abgesagt/verschoben |

### 2021/22
| Autor/Komponist         | Titel des Stücks           | Musikalische Leitung/Regie                                                     | Premiere     | Wiederaufnahme | Bemerkung                                     |
| ----------------------- | -------------------------- | ------------------------------------------------------------------------------ | ------------ | -------------- | --------------------------------------------- |
| Giuseppe Verdi          | Falstaff                   | Musikalische Leitung Anna Skryleva, Svetoslav Borisov / Regie Karen Stone      | 11. 9. 2021  |                |                                               |
| Frank Loesser           | Guys and Dolls             | Musikalische Leitung Stefan Klingele, Nathan Bas / Regie Götz Hellriegel       | 18. 9. 2021  |                |                                               |
| Giuseppe Verdi          | Rigoletto                  | Musikalische Leitung Svetoslav Borisov / Regie Christian von Götz              | 19. 9. 2021  |                |                                               |
| Bedřich Smetana         | Die verkaufte Braut        | Musikalische Leitung Pawel Poplawski / Regie Ulrich Wiggers                    | 23. 10. 2021 |                |                                               |
| Frederick Loewe         | My Fair Lady               | Musikalische Leitung Justus Tennie / Regie Erik Petersen                       | 13. 11. 2021 |                |                                               |
| Elena Langer            | Figaro lässt sich scheiden | Musikalische Leitung Svetoslav Borisov / Regie Sir David Pountney              | 22. 1. 2022  |                |                                               |
| Eugen Engel             | Grete Minde                | Musikalische Leitung Anna Skryleva / Regie Olivia Fuchs                        | 13. 2. 2022  |                |                                               |
| Wolfgang Amadeus Mozart | Don Giovanni               | Musikalische Leitung Svetoslav Borisov / Regie Karen Stone                     | 12. 3. 2022  |                |                                               |
| Benjamin Britten        | Peter Grimes               | Musikalische Leitung Anna Skryleva / Regie Stephen Lawless                     | 30. 4. 2022  |                |                                               |
| Wolfgang Amadeus Mozart | Titus                      | Musikalische Leitung Anna Skryleva / Regie Dietrich Hilsdorf                   |              | 24. 9. 2021    | Wiederaufnahme unterwegs (Theater Winterthur) |
| Johann Strauß           | Der Zigeunerbaron          | Musikalische Leitung Justus Tennie / Regie Tobias Heyder                       |              | 10. 10. 2021   |                                               |
| Terrence McNally        | Meisterklasse              | Musikalische Leitung Jovan Mitic-Varutti, Justus Tennie / Regie Ulrich Wiggers |              | 23. 1. 2022    |                                               |

### 2022/23
| Autor/Komponist                           | Titel des Stücks                       | Musikalische Leitung/Regie                                                     | Premiere     | Wiederaufnahme | Bemerkung |
| ----------------------------------------- | -------------------------------------- | ------------------------------------------------------------------------------ | ------------ | -------------- | --------- |
| Nikolai Rimski-Korsakow                   | Der goldene Hahn                       | Musikalische Leitung Anna Skryleva / Regie Anna Bernreitner                    | 10. 9. 2022  |                |           |
| Tom Kitt, Brian Yorkey                    | Fast normal                            | Musikalische Leitung Nathan Bas / Regie Tobias Ribitzki                        | 1. 10. 2022  |                |           |
| Jacques Offenbach                         | Orpheus in der Unterwelt               | Musikalische Leitung Pawel Poplawski / Regie Igor Pison                        | 12. 11. 2022 |                |           |
| Guus Ponsioen                             | Drei alte Männer wollten nicht sterben | Musikalische Leitung Tamás Molnár / Regie Rebecca Sophie Mayr                  | 13. 1. 2023  |                |           |
| Peter Tschaikowsky                        | Eugen Onegin                           | Musikalische Leitung Anna Skryleva / Regie Julien Chavaz                       | 21. 1. 2023  |                |           |
| Richard Strauss                           | Ariadne auf Naxos                      | Musikalische Leitung Svetoslav Borisov / Regie James Bonas                     | 4. 3. 2023   |                |           |
| Gaetano Donizetti                         | Der Liebestrank                        | Musikalische Leitung Sebastiano Rolli / Regie Mirella Weingarten               | 15. 4. 2023  |                |           |
| Gerald BarryLibretto                      | Alice im Wunderland                    | Musikalische Leitung Jérôme Kuhn / Regie Julien Chavaz                         | 6. 5. 2023   |                |           |
| Carl Maria von Weber                      | Der Freischütz                         | Musikalische Leitung Benjamin Huth                                             | 28. 5. 2023  |                |           |
| Wolfgang Amadeus Mozart                   | Titus                                  | Musikalische Leitung Pawel Poplawski / Regie Dietrich W. Hilsdorf              |              | 25. 9. 2022    |           |
| Franz Kanefzky, Martina Oberhauser        | Der Zaunkönig und die silberne Flöte   | Regie Florian Honigmann                                                        |              | 30. 9. 2022    |           |
| Giacomo Puccini                           | Turandot                               | Musikalische Leitung Svetoslav Borisov / Regie Michiel Dijkema                 |              | 4. 12. 2022    |           |
| Joseph Stein, Jerry Bock, Sheldon Harnick | Anatevka                               | Musikalische Leitung Nathan Bas / Regie Erik Petersen                          |              | 17. 3. 2023    |           |
| Terrence McNally                          | Meisterklasse                          | Musikalische Leitung Jovan Mitic-Varutti, Justus Tennie / Regie Ulrich Wiggers |              |                |           |

### 2023/24
| Autor/Komponist                    | Titel des Stücks                       | Musikalische Leitung/Regie                                           | Premiere     | Wiederaufnahme | Bemerkung |
| ---------------------------------- | -------------------------------------- | -------------------------------------------------------------------- | ------------ | -------------- | --------- |
| Paul Abraham                       | Die Blume von Hawaii                   | Musikalische Leitung Kai Tietje / Regie Julien Chavaz                | 8. 9. 2023   |                |           |
| Tim Rice, Andrew Lloyd Webber      | Evita                                  | Musikalische Leitung Pawel Poplawski / Regie Matthias Reichwald      | 11. 11. 2023 |                |           |
| Sergei Prokofjew                   | Die Liebe zu den drei Orangen          | Musikalische Leitung Svetoslav Borisov / Regie Anna Bernreitner      | 20. 1. 2024  |                |           |
| Georg Philipp Telemann             | Sieg der Schönheit                     | Musikalische Leitung Michael Hofstetter / Regie Kai Anne Schuhmacher | 9. 3. 2024   |                |           |
| Wolfgang Amadeus Mozart            | Die Hochzeit des Figaro                | Musikalische Leitung Anna Skryleva / Regie Julien Chavaz             | 6. 4. 2024   |                |           |
| Ludwig van Beethoven               | Fidelio                                | Musikalische Leitung Anna Skryleva / Regie Ilaria Lanzino            | 4. 5. 2024   |                |           |
| Elena Kats-Chernin                 | Der Wind in den Weiden                 | Musikalische Leitung Svetoslav Borisov / Regie Nele Tippelmann       | 26. 5. 2024  |                |           |
| Gaetano Donizetti                  | Der Liebestrank                        | Musikalische Leitung Sebastiano Rolli / Regie Mirella Weingarten     |              | 17. 9. 2023    |           |
| Franz Kanefzky, Martina Oberhauser | Der Zaunkönig und die silberne Flöte   | Regie Florian Honigmann                                              |              | 29. 9. 2023    |           |
| Eugen Engel                        | Grete Minde                            | Musikalische Leitung Anna Skryleva / Regie Olivia Fuchs              |              | 14.10. 2023    |           |
| Guus Ponsioen                      | Drei alte Männer wollten nicht sterben | Regie Rebecca Sophie Mayr                                            |              | 22.11. 2023    |           |
| Engelbert Humperdinck              | Hänsel und Gretel                      | Musikalische Leitung Justus Tennie / Regie Karen Stone               |              | 10. 12. 2023   |           |

### 2024/25
| Autor/Komponist | Titel des Stücks                           | Musikalische Leitung/Regie                                                                  | Premiere         | Wiederaufnahme | Bemerkung                                  |
| --- | ------------------------------------------ | ------------------------------------------------------------------------------------------- | ---------------- | -------------- | ------------------------------------------ |
| Leoš Janáček | Das schlaue Füchslein                      | Musikalische Leitung GMD Anna Skryleva/Paweł Popławski / Regie Clara Weyde                  | 7.9.2024         |                |                                            |
| Georges Bizet | Carmen                                     | Musikalische Leitung Chloé Dufresne/Svetoslav Borisov/Christian Øland / Regie Julien Chavaz | 19.10.2024       |                |                                            |
| Cole Porter, Guy Bolton, P. G. Wodehouse, Howard Lindsay, Russel Crouse, Timothy Crouse, John Weidman, Roman Hinze, Niklas Wagner | Anything Goes                              | Musikalische Leitung Paweł Popławski/Justus Tennie / Regie Melissa King                     | 9.11.2024        |                |                                            |
| Nikola Huppertz | Die unbedingten Dinge                      | Musikalische Leitung Tsai-Ju Lee / Regie Sabine Sterken                                     | 13.12.2024       |                |                                            |
| Vincenzo Bellini | I Capuleti e i Montecchi – Romeo und Julia | Musikalische Leitung Sebastiano Rolli/Davide Rinaldi / Regie Pınar Karabulut                | 25.1.2025        |                |                                            |
| Sarah Kirkland Snider | Penelope                                   | Musikalische Leitung Jovan Mitic-Varutti / Regie Florian Honigmann                          | 7.3.2025         |                |                                            |
| Gerald Barry | Salome                                     | Musikalische Leitung Jérôme Kuhn / Regie Julien Chavaz                                      | 15.3.2025        |                | Uraufführung                               |
| Giuseppe Verdi | La traviata                                |                                                                                             | 3.5.2025         |                |                                            |
| | eXoplanet #1                               |                                                                                             | 9. bis 11.5.2025 |                | Tage für neues Musiktheater Sachsen-Anhalt |

## Ballett

### 2011/12
| Autor/Komponist                  | Titel des Stücks                        | Musikalische Leitung/Choreografie                                                                |
| Ludwig Minkus                    | Don Quichotte                           | Musikalische Leitung Michael Lloyd / Choreografie/Inszenierung Gonzalo Galguera                  |
| Gonzalo Galguera und Paul Julius | Dancing in the City (Tanzbegegnungen 2) | Choreografie/Inszenierung Gonzalo Galguera, Paul Julius                                          |
| Carl Orff                        | Carmina Burana                          | Musikalische Leitung Michael Balke / Choreografie/Inszenierung Gonzalo Galguera                  |
| Peter Tschaikowsky               | Der Nussknacker                         | Musikalische Leitung Pawel Poplawski, Hermann Dukek / Choreografie/Inszenierung Gonzalo Galguera |
| Gonzalo Galguera                 | Debütantenball                          | Musikalische Leitung Pawel Poplawski / Choreografie/Inszenierung Gonzalo Galguera                |
| Gonzalo Galguera                 | Heilig!                                 | Musikalische Leitung Michael Balke / Choreografie/Inszenierung Gonzalo Galguera                  |
| Claude-Michel Schönberg          | Stürmische Höhen                        | Musikalische Leitung Pawel Poplawski / Choreografie/Inszenierung Gonzalo Galguera                |

### 2012/13
| Autor/Komponist        | Titel des Stücks            | Musikalische Leitung/Choreografie                                                                     | Bemerkungen     |
| Peter Tschaikowsky     | Der Nussknacker             | Musikalische Leitung: GMD Kimbo Ishii-Eto / Choreografie/Inszenierung: Gonzalo Galguera               |                 |
| Ludwig Minkus          | Don Quichotte               | Musikalische Leitung: Pawel Poplawski / Choreografie/Inszenierung: Gonzalo Galguera                   |                 |
| Carl Orff              | Carmina Burana              | Musikalische Leitung: GMD Kimbo Ishii-Eto/Michael Balke / Choreografie/Inszenierung: Gonzalo Galguera | DomplatzOpenAir |
| Gonzalo Galguera       | Französische Rhapsodie (UA) | Choreografie/Inszenierung: Gonzalo Galguera                                                           |                 |
| Sergej Prokofjew       | Romeo und Julia             | Musikalische Leitung: Michael Balke / Choreografie/Inszenierung: Gonzalo Galguera                     |                 |
| Can Arslan/Olga Ilieva | Tanzbegegnungen 3 (UA)      | Choreografie/Inszenierung: Can Arslan/Olga Ilieva                                                     |                 |

### 2013/14
| Autor/Komponist                    | Titel des Stücks       | Musikalische Leitung/Choreografie                                                   |
| Herman Severin Løvenskiold         | La Sylphide            | Musikalische Leitung Pawel Poplawski / Choreografie/Inszenierung Gonzalo Galguera   |
| Igor Strawinsky                    | Le Sacre du printemps  | Musikalische Leitung Michael Balke / Choreografie/Inszenierung Gonzalo Galguera     |
| Sasha Evtimova und Fredy Franzutti | Tanzbegegnungen 4 (UA) | Choreografie/Inszenierung Sasha Evtimova und Fredy Franzutti                        |
| Carl Orff                          | Carmina Burana         | Musikalische Leitung Pawel Poplawski / Choreografie/Inszenierung Gonzalo Galguera   |
| Peter Tschaikowsky                 | Der Nussknacker        | Musikalische Leitung GMD Kimbo Ishii-Eto Choreografie/Inszenierung Gonzalo Galguera |
| Sergej Prokofjew                   | Romeo und Julia        | Musikalische Leitung Michael Balke Choreografie/Inszenierung Gonzalo Galguera       |
| Olga Ilieva und Can Arslan         | Tanzbegegnungen 3      | Choreografie/Inszenierung Can Arslan, Olga Ilieva                                   |

### 2014/15
| Autor/Komponist                               | Titel des Stücks        | Musikalische Leitung/Choreografie                                                                |
| Antonio Gades und Gonzalo Galguera            | Bluthochzeit/Lorca (UA) | Choreografie/Inszenierung Antonio Gades, Gonzalo Galguera                                        |
| Peter Tschaikowsky                            | Dornröschen             | Musikalische Leitung Michael Balke / Choreografie/Inszenierung Gonzalo Galguera                  |
| Andreas Loos, Adam Reist, Raul Pita Caballero | Tanzbegegnungen 5       | Choreografie/Inszenierung Andreas Loos, Adam Reist, Raul Pita Caballero                          |
| Gonzalo Galguera                              | Le Sacre du printemps   | Musikalische Leitung Pawel Poplawski / Choreografie/Inszenierung Gonzalo Galguera                |
| Peter Tschaikowsky                            | Der Nussknacker         | Musikalische Leitung Pawel Poplawski, Hermann Dukek / Choreografie/Inszenierung Gonzalo Galguera |
| Sergej Prokofjew                              | Romeo und Julia         | Musikalische Leitung Michael Balke / Choreografie/Inszenierung Gonzalo Galguera                  |

### 2015/16
| Autor/Komponist                    | Titel des Stücks   | Musikalische Leitung/Choreografie                         |
| Gioacchino Rossini                 | Stabat mater (UA)  | Choreografie / Regie / Bühne Gonzalo Galguera             |
| Léo Delibes                        | Coppélia           | Choreografie / Regie Gonzalo Galguera                     |
|                                    | Tanzbegegnungen 6  |                                                           |
| Peter Tschaikowsky                 | Der Nussknacker    | Choreografie/Inszenierung Gonzalo Galguera                |
| Peter Tschaikowsky                 | Dornröschen        | Choreografie/Inszenierung Gonzalo Galguera                |
| Sergej Prokofjew                   | Romeo und Julia    | Choreografie/Inszenierung Gonzalo Galguera                |
| Antonio Gades und Gonzalo Galguera | Bluthochzeit/Lorca | Choreografie/Inszenierung Antonio Gades, Gonzalo Galguera |

### 2016/17
| Autor/Komponist    | Titel des Stücks              | Musikalische Leitung/Choreografie                                            |
| Gonzalo Galguera   | Die Wahlverwandtschaften (UA) | Choreografie/Regie Gonzalo Galguera                                          |
| Adolphe Adam       | Le Corsaire (UA)              | Musikalische Leitung Svetoslav Borisov / Choreografie/Regie Gonzalo Galguera |
| Mauro Astolfi      | Ein neuer Tanzabend (UA)      | Choreografie/Regie Mauro Astolfi                                             |
| Léo Delibes        | Coppélia                      | Musikalische Leitung Hermann Dukek / Choreografie/Regie Gonzalo Galguera     |
| Peter Tschaikowsky | Der Nussknacker               | Musikalische Leitung Svetoslav Borisov / Choreografie/Regie Gonzalo Galguera |
| Peter Tschaikowsky | Dornröschen                   | Musikalische Leitung Svetoslav Borisov / Choreografie/Regie Gonzalo Galguera |
| Igor Strawinsky    | Le Sacre du Printemps         | Choreografie/Regie Gonzalo Galguera                                          |

### 2017/18
| Autor              | Titel des Stücks         | Musikalische Leitung/Choreografie                                                                | Premiere (P)/Wiederaufnahme (WA) |
| ------------------ | ------------------------ | ------------------------------------------------------------------------------------------------ | -------------------------------- |
| Gonzalo Galguera   | America Noir (UA)        | Musikalische Leitung Pawel Poplawski / Choreografie/Regie Gonzalo Galguera                       | Sa. 30. 9. 2017 (P)              |
| Alexander Glasunow | Raymonda (UA)            | Choreografie/Regie Gonzalo Galguera                                                              | Sa. 7. 4. 2018 (P)               |
|                    | Tanzbegegnungen 7        | Choreografie Maura Morales und María Rovira                                                      | Fr. 18. 5. 2018 (P)              |
| Adolphe Adam       | Le Corsaire              | Musikalische Leitung Pawel Poplawski / Choreografie/Regie Gonzalo Galguera                       | So. 22. 10. 2017 (WA)            |
| Peter Tschaikowsky | Der Nussknacker          | Musikalische Leitung Svetoslav Borisov/GMD Kimbo Ishii-Eto / Choreografie/Regie Gonzalo Galguera | So. 26. 11. 2017 (WA)            |
| Léo Delibes        | Coppélia                 | Musikalische Leitung Pawel Poplawski / Choreografie/Regie Gonzalo Galguera                       | Sa. 13. 1. 2018 (WA)             |
| Gonzalo Galguera   | Die Wahlverwandtschaften | Choreografie/Regie Gonzalo Galguera                                                              | Fr. 23. 2. 2018 (WA)             |

### 2018/19
| Autor              | Titel des Stücks  | Musikalische Leitung/Choreografie                                                            | Premiere (P)/Wiederaufnahme (WA) |
| ------------------ | ----------------- | -------------------------------------------------------------------------------------------- | -------------------------------- |
| Gonzalo Glaguera   | Diva (UA)         | Choreografie/Regie Gonzalo Galguera                                                          | Sa. 29. 9. 2018 (P)              |
|                    | Tanzbegegnungen 8 |                                                                                              | Sa. 26. 1, 2019 (P)              |
| Gonzalo Galguera   | Dracula (UA)      | Musikalische Leitung Svetoslav Borisov / Choreografie/Regie Gonzalo Galguera                 | Sa. 6. 4. 2019 (P)               |
| Peter Tschaikowsky | Der Nussknacker   | Musikalische Leitung Svetoslav Borisov/Pawel Poplawski / Choreografie/Regie Gonzalo Galguera | So. 11. 11. 2018 (WA)            |
| Gonzalo Galguera   | America Noir      | Musikalische Leitung GMD Kimbo Ishii-Eto / Choreografie/Regie Gonzalo Galguera               | So. 10. 2. 2019 (WA)             |
| Alexander Glasunow | Raymonda          | Musikalische Leitung Pawel Poplawski / Choreografie/Regie Gonzalo Galguera                   | So. 5. 5. 2019 (WA)              |

### 2019/20
| Autor/Musik von                                                          | Titel des Stücks                                    | Musikalische Leitung/Choreografie                                                            | Premiere (P)/Wiederaufnahme (WA) | Bemerkung                         |
| ------------------------------------------------------------------------ | --------------------------------------------------- | -------------------------------------------------------------------------------------------- | -------------------------------- | --------------------------------- |
| Musik von Peter Ludwig Hertel                                            | La Fille mal gardée (Das schlecht behütete Mädchen) | Musikalische Leitung Svetoslav Borisov / Choreografie/Regie Gonzalo Galguera                 | Sa. 28. 9. 2019 (P)              |                                   |
| Musik von Ottorino Respighi nach Rossini und Igor Strawinsky             | Der Zauberladen/Petruschka                          | Musikalische Leitung GMD Anna Skryleva / Choreografie/Regie Gonzalo Galguera                 | Sa. 15. 2. 2020 (P)              |                                   |
|                                                                          | Tanzbegegnungen 9                                   | Choreografie/Regie Susana Pous                                                               | Sa. 25. 4. 2020 (P)              | Coronabedingt abgesagt/verschoben |
| Musik von Peter Tschaikowsky                                             | Der Nussknacker                                     | Musikalische Leitung Svetoslav Borisov Pawel Poplawski / Choreografie/Regie Gonzalo Galguera | Sa. 7. 12. 2019 (WA)             |                                   |
| Musik von Thomas Duda, Balanescu Quartet, Armand Amar und Luca D'Alberto | Diva                                                | Musikalische Leitung N. N. / Choreografie/Regie Gonzalo Galguera                             | So. 10. 5. 2020 (WA)             | Coronabedingt abgesagt/verschoben |

### 2020/21
| Autor/Musik von | Titel des Stücks       | Musikalische Leitung/Choreografie                                             | Premiere (P)/Wiederaufnahme (WA) | Bemerkung                         |
| --- | ---------------------- | ----------------------------------------------------------------------------- | -------------------------------- | --------------------------------- |
| Gonzalo Galguera | Verwirrung der Gefühle | Choreografie, Regie Gonzalo Galguera                                          | Sa. 3. 10. 2020 (P)              | Coronabedingt abgesagt/verschoben |
| Édouard Deldevez | Paquita                | Musikalische Leitung Svetoslav Borisov / Choreografie, Regie Gonzalo Galguera | Sa. 13.3. 2021 (P)               | Coronabedingt abgesagt/verschoben |
| Musik von Sergej Rachmaninow, Jean Sibelius, Ralph Vaughan Williams, Edward Elgar, Elizabeth Maconchy, George Lloyd, Franz Schreker und Leon Gurvitch | Dracula                | Musikalische Leitung Svetoslav Borisov / Choreografie, Regie Gonzalo Galguera | So. 25. 10. 2020 (WA)            | Coronabedingt abgesagt/verschoben |
| Peter Tschaikowsky | Der Nussknacker        | Musikalische Leitung Svetoslav Borisov / Choreografie, Regie Gonzalo Galguera | Fr. 4. 12. 2020 (WA)             | Coronabedingt abgesagt/verschoben |
| Musik von Adolphe Adam, Cesare Pugni, Léo Delibes u. a.                                                                                               | Le Corsaire            | Musikalische Leitung Svetoslav Borisov / Choreografie, Regie Gonzalo Galguera | So. 9. 5. 2021 (WA)              |                                   |

### 2021/22
| Autor / Musik von | Titel des Stücks    | Musikalische Leitung/Choreografie                                                              | Premiere (P)/Wiederaufnahme (WA) | Bemerkung |
| --- | ------------------- | ---------------------------------------------------------------------------------------------- | -------------------------------- | --------- |
| Paul Fouche, Joseph Mazilier, Édouard Deldevez, Ludwig Minkus u. a.                                                                         | Paquita             | Choreografie, Regie Gonzalo Galguera                                                           | 2. 10. 2021 (P)                  |           |
| Joseph Haydn, Frédéric Chopin, Claude Debussy, Maurice Ravel und Edvard Grieg                                                               | Das Leben: Ein Fest | Choreografie, Regie Gonzalo Galguera                                                           | 2. 4. 2022 (P)                   |           |
| Peter Tschaikowsky | Der Nussknacker     | Musikalische Leitung Svetoslav Borisov, Pavel Poplawski / Choreografie, Regie Gonzalo Galguera | 4. 12. 2021 (WA)                 |           |
| Sergej Rachmaninow, Jean Sibelius, Ralph Vaughan Williams, Edward Elgar, Elizabeth Maconchy, George Lloyd, Franz Schreker und Leon Gurvitch | Dracula             | Choreografie, Regie Gonzalo Galguera                                                           | 19. 3. 2022 (WA)                 |           |
| Adolphe Adam, Cesare Pugni, Léo Delibes u. a.                                                                                               | Le Corsaire         | Musikalische Leitung Svetoslav Borisov / Choreografie, Regie Gonzalo Galguera                  | 27. 5. 2022 (WA)                 |           |

### 2022/23
| Autor / Musik von                   | Titel des Stücks              | Musikalische Leitung/Choreografie                                 | Premiere (P)/Wiederaufnahme (WA) | Bemerkung |
| ----------------------------------- | ----------------------------- | ----------------------------------------------------------------- | -------------------------------- | --------- |
| Arnold Schönberg; Gustav Mahler     | Verklärte Nacht / Mahler 4    | Musikalische Leitung Svetoslav Borisov / Choreografie Jörg Mannes | 22. 10. 2022 (P)                 |           |
| Joseph Haydn u. a.; Igor Strawinsky | Lydia / Le Sacre du Printemps | Musikalische Leitung Anna Skryleva / Choreografie Philippe Kratz  | 11. 2. 2023 (P)                  |           |
| William Shakespeare                 | Was ihr wollt                 | Choreografie Jörg Mannes                                          | 21. 4. 2023 (P)                  |           |

### 2023/24
| Autor / Musik von                                    | Titel des Stücks | Musikalische Leitung/Choreografie     | Premiere (P)/Wiederaufnahme (WA) | Bemerkung |
| ---------------------------------------------------- | ---------------- | ------------------------------------- | -------------------------------- | --------- |
| Giovanni Sollima, Elena Kats-Chernin, Michael Nyman  | Schneewittchen   | Choreografie Jörg Mannes              | 30. 9. 2023 (P)                  |           |
| Dmitri Schostakowitsch, Henryk Górecki, Philip Glass | Borgia           | Choreografie Jörg Mannes              | 17. 2. 2024 (P)                  |           |
|                                                      | Horizonte        | Choreografie Georg Reischl, Gaj Žmavc | 23. 3. 2024 (P)                  |           |
| William Shakespeare                                  | Was ihr wollt    | Choreografie Jörg Mannes              | 9. 12. 2023 (WA)                 |           |

## Schauspiel

### 2011/12
| Autor                                               | Titel des Stücks                                                                     | Regie                                     | Bemerkungen                                                  |
| Fjodor M. Dostojewskij                              | Schuld und Sühne                                                                     | Regie: Jan Jochymski                      |                                                              |
| John Buchan / Alfred Hitchcock                      | Die 39 Stufen                                                                        | Regie: Johanna Schall                     |                                                              |
| William Shakespeare                                 | Hamlet                                                                               | Regie: Jan Jochymski                      |                                                              |
| Bertolt Brecht                                      | Der gute Mensch von Sezuan                                                           | Regie: Jan Jochymski                      |                                                              |
| Friedrich Dürrenmatt                                | Der Besuch der alten Dame                                                            | Regie: Susanne Truckenbrodt               |                                                              |
| Georg Kaiser                                        | Von morgens bis mitternachts                                                         | Regie: Marc Lunghuß                       |                                                              |
| Patrick Barlow                                      | Der Messias                                                                          | Regie: France-Elena Damian                |                                                              |
| Neil Simon                                          | Ein seltsames Paar                                                                   | Regie: Christoph Roos                     |                                                              |
| Kai Ivo Baulitz                                     | An kalten Tagen bitte Türen schließen (UA)                                           | Regie: Enrico Stolzenburg                 |                                                              |
| Johann Wolfgang von Goethe                          | Faust. Der Tragödie erster Teil                                                      | Regie: Martin Nimz                        |                                                              |
| William Shakespeare und Magdeburger Bürger          | Hamlet in Magdeburg (UA)                                                             | Regie: Dirk Cieslak                       | Ensemble bestehend aus Magdeburger Bürgern und Schauspielern |
| Arthur Schnitzler                                   | Reigen                                                                               | Regie: Claudia Bauer                      |                                                              |
| Michael Kumpfmüller                                 | Durst                                                                                | Regie: Jan Jochymski                      |                                                              |
| William Shakespeare                                 | Ein Sommernachtstraum                                                                | Regie: Ronny Jakubaschk                   |                                                              |
| Johann Wolfgang von Goethe                          | Faust. Der Tragödie zweiter Teil                                                     | Regie: Martin Nimz                        |                                                              |
| Fjodor M. Dostojewskij                              | Der Spieler                                                                          | Regie: Jan Jochymski                      |                                                              |
| Thomas Hertel                                       | Säddisfäcktschn! Der andere Liederabend                                              | Musikalische Leitung/Regie: Thomas Hertel |                                                              |
| Georg Büchner                                       | Leonce und Lena                                                                      | Regie: Susanne Chrudina                   |                                                              |
| nach Mary W. Shelley / Nina Gühlstorff / Dag Kemser | Frankenstein oder Papa, bitte liebe mich, auch wenn ich hässlich bin und morde! (UA) | Regie: Nina Gühlstorff                    |                                                              |
| Dirk Donat / Peter Grünig                           | Die Olsenbande: Der große Theatercoup                                                | Regie: Uta Koschel                        |                                                              |
| August Strindberg                                   | Totentanz                                                                            | Regie: Sascha Hawemann                    |                                                              |
| Hans Fallada                                        | Kleiner Mann, was nun?                                                               | Regie: Enrico Stolzenburg                 |                                                              |
| Anders Thomas Jensen                                | Adams Äpfel                                                                          | Regie: Alexander Marusch                  |                                                              |
| Jo Fabian                                           | Das Guericke-Labyrinth (UA)                                                          | Regie/Ausstattung/Video: Jo Fabian        |                                                              |

### 2012/13
| Autor                                         | Titel des Stücks                                        | Regie                                                    |
| Willy Russel                                  | Educating Rita                                          | Regie Alexandra Will                                     |
| Friedrich Schiller                            | Kabale und Liebe                                        | Regie Jan Jochymski                                      |
| David Gieselmann                              | Der Wichtigtuer (DE)                                    | Regie Martin Pfaff                                       |
| Wolfgang Herrndorf                            | Tschick                                                 | Regie Dominik Günther                                    |
| Phelim McDermott/Julian Crouch/Martyn Jacques | Struwwelpeter                                           | Regie Albrecht Hirche / Musikalische Leitung Maria Hinze |
| Jonas Hien und Dag Kemser                     | Superheld – Wer bin ich und wenn ja, was kann ich? (UA) | Regie Jonas Hien                                         |
| Thomas Mann                                   | Bekenntnisse des Hochstaplers Felix Krull               | Regie Martin Nimz                                        |
| Kai Ivo Baulitz                               | Die Fraktion                                            | Regie Enrico Stolzenburg                                 |
| Jürgen Hofmann                                | Noch ist Polen nicht verloren                           | Regie Uta Koschel                                        |
| Jo Fabian                                     | Ottos Traum (UA)                                        | Regie Jo Fabian                                          |
| Gotthold Ephraim Lessing                      | Nathan der Weise                                        | Regie Herrmann Schein                                    |
| Bård Breien                                   | Die Kunst des negativen Denkens (DSE)                   | Regie Jan Jochymski                                      |
| William Shakespeare                           | Was ihr wollt                                           | Regie Cornelia Crombholz                                 |
| Anders Thomas Jensen                          | Adams Äpfel                                             | Regie Alexander Marusch                                  |
| Jo Fabian                                     | Das Guericke-Labyrinth                                  | Regie Jo Fabian                                          |
| Friedrich Dürrenmatt                          | Der Besuch der alten Dame                               | Regie Susanne Truckenbrodt                               |
| Fjodor M. Dostojewskij                        | Der Spieler                                             | Regie Jan Jochymski                                      |
| Dirk Donat/Peter Grünig                       | Die Olsenbande: Der große Theatercoup                   | Regie Uta Koschel                                        |
| Johann Wolfgang von Goethe                    | Faust. Der Tragödie erster Teil                         | Regie Martin Nimz                                        |
| Johann Wolfgang von Goethe                    | Faust. Der Tragödie zweiter Teil                        | Regie Christiane Hercher                                 |
| Hans Fallada                                  | Kleiner Mann, was nun?                                  | Regie Enrico Stolzenburg                                 |

### 2013/14
| Autor                                           | Titel des Stücks                                                      | Regie                         |
| Thomas Brussig und Leander Haußmann             | Sonnenallee                                                           | Regie Jan Jochymski           |
| Richard Dresser                                 | Das Streben nach Glück (DSE)                                          | Regie Christoph Roos          |
| Dennis Kelly                                    | Nach dem Ende                                                         | Regie Carlotta von Haebler    |
| Philipp Löhle                                   | Das Ding                                                              | Regie Alexander Marusch       |
| Georg Büchner                                   | Woyzeck                                                               | Regie Dominik Günther         |
| Woody Allen                                     | Spiel’s nochmal, Sam                                                  | Regie Jonas Hien              |
| Bertolt Brecht                                  | Die heilige Johanna der Schlachthöfe                                  | Regie Martin Nimz             |
| Jean-Pierre und Luc Dardenne                    | Lornas Schweigen (UA)                                                 | Regie Uta Koschel             |
| Gerhart Hauptmann                               | Der Biberpelz                                                         | Regie Enrico Stolzenburg      |
| Tennessee Williams                              | Endstation Sehnsucht                                                  | Regie Sascha Hawemann         |
| PeterLicht                                      | Die Geschichte meiner Einschätzung am Anfang des dritten Jahrtausends | Regie Carlotta von Haebler    |
| Anders Thomas Jensen                            | Adams Äpfel                                                           | Regie Alexander Marusch       |
| Thomas Mann                                     | Bekenntnisse des Hochstaplers Felix Krull                             | Regie Martin Nimz             |
| Jo Fabian                                       | Das Guericke-Labyrinth                                                | Regie/Bühne/Kostüme Jo Fabian |
| David Gieselmann                                | Der Wichtigtuer                                                       | Regie Martin Pfaff            |
| Kai Ivo Baulitz                                 | Die Fraktion                                                          | Regie Enrico Stolzenburg      |
| Bård Breien                                     | Die Kunst des negativen Denkens                                       | Regie Jan Jochymski           |
| Dirk Donat/Peter Grünig                         | Die Olsenbande: Der große Theatercoup                                 | Regie Uta Koschel             |
| Wolfgang Borchert                               | Draußen vor der Tür                                                   | Regie Angela Mund             |
| Willy Russell                                   | Educating Rita                                                        | Regie Alexandra Will          |
| Johann Wolfgang von Goethe                      | Faust. Der Tragödie erster Teil                                       | Regie Martin Nimz             |
| Christiane Hercher/Andreas Guglielmetti         | Ich werde Paris mit einem Apfel erobern!                              | Regie Christiane Hercher      |
| Friedrich Schiller                              | Kabale und Liebe                                                      | Regie Jan Jochymski           |
| Gotthold Ephraim Lessing                        | Nathan der Weise                                                      | Regie Hermann Schein          |
| Jürgen Hofmann                                  | Noch ist Polen nicht verloren                                         | Regie Uta Koschel             |
| Jo Fabian                                       | Ottos Traum                                                           | Regie/Bühne/Kostüme Jo Fabian |
| Phelim McDermott, Julian Crouch, Martyn Jacques | Struwwelpeter                                                         | Regie Albrecht Hirche         |
| Jonas Hien, Dag Kemser, Ensemble                | Superheld – Wer bin ich und wenn ja, was kann ich?                    | Regie Jonas Hien              |
| Wolfgang Herrndorf                              | Tschick                                                               | Regie Dominik Günther         |
| William Shakespeare                             | Was ihr wollt                                                         | Regie Cornelia Crombholz      |

### 2014/15
| Autor                                        | Titel des Stücks              | Regie                        |
| Erik Neutsch/Dagmar Borrmann                 | Spur der Steine               | Regie Cornelia Crombholz     |
| Johann Wolfgang von Goethe                   | Iphigenie auf Tauris          | Regie Alia Luque             |
| Georg Kreisler                               | Heute Abend: Lola Blau        |                              |
| Florian Zeller                               | Die Wahrheit                  | Regie Claudia Brier          |
| Heinrich von Kleist                          | Der zerbrochne Krug           | Regie Anja Panse             |
| Clemens Meyer                                | Als wir träumten              | Regie Alexandra Wilke        |
| Johann Wolfgang von Goethe / Nicolas Stemann | Werther!                      | Regie Maik Priebe            |
| William Shakespeare                          | Romeo und Julia               | Regie Cornelia Crombholz     |
| Tom Waits, Kathleen Brennan und Paul Schmidt | Alice                         | Regie Caroline Stolz         |
| David Gieselmann                             | Über Jungs oder Bin ich Küche | Regie Volker Schmidt         |
| Anton Tschechow                              | Drei Schwestern               | Regie Franziska Marie Gramss |
| Nicky Silver                                 | Fette Männer im Rock          | Regie Stephan Thiel          |
| Edgar Hilsenrath                             | Der Nazi & der Friseur (UA)   | Inszenierung Susanne Lietzow |
| Woody Allen                                  | Spiel's nochmal, Sam          | Regie Jonas Hien             |
| William Shakespeare                          | Was ihr wollt                 | Regie Cornelia Crombholz     |

### 2015/16
| Autor                                        | Titel des Stücks                      | Regie                        | Bemerkungen                         |
| Lutz Seiler / Dagmar Borrmann                | Kruso (UA)                            | Regie Cornelia Crombholz     |                                     |
| Philipp Löhle                                | Wir sind keine Barbaren!              | Regie Marie Bues             |                                     |
| Lukas Bärfuss                                | Die sexuellen Neurosen unserer Eltern | Regie Kristo Šagor           |                                     |
| Gotthold Ephraim Lessing                     | Minna von Barnhelm                    | Regie Bettina Bruinier       |                                     |
| Sibylle Berg                                 | Hauptsache Arbeit!                    | Regie Stephan Thiel          |                                     |
| Annett Gröschner                             | Moskauer Eis                          | Regie Lydia Bunk             |                                     |
| Molière                                      | Tartuffe                              |                              |                                     |
|                                              | Wilder Osten                          |                              | Ein osteuropäisches Theaterfestival |
| Tom Waits, Kathleen Brennan und Paul Schmidt | Alice                                 | Regie Caroline Stolz         |                                     |
| Clemens Meyer                                | Als wir träumten                      | Regie Alexandra Wilke        |                                     |
| Anton Tschechow                              | Drei Schwestern                       | Regie Franziska Marie Gramss |                                     |
| Nicky Silver                                 | Fette Männer im Rock                  | Regie Stephan Thiel          |                                     |
| Edgar Hilsenrath                             | Der Nazi & der Friseur                | Inszenierung Susanne Lietzow |                                     |
| William Shakespeare                          | Romeo und Julia                       | Regie Cornelia Crombholz     |                                     |
| Woody Allen                                  | Spiel's nochmal, Sam                  | Regie Jonas Hien             |                                     |
| Erik Neutsch/Dagmar Borrmann                 | Spur der Steine                       | Regie Cornelia Crombholz     |                                     |
| Florian Zeller                               | Die Wahrheit                          | Regie Claudia Brier          |                                     |
| David Gieselmann                             | Über Jungs                            | Regie Volker Schmidt         |                                     |
| Johann Wolfgang von Goethe/Nicolas Stemann   | Werther!                              | Regie Maik Priebe            |                                     |

### 2016/17
| Autor                                        | Titel des Stücks                            | Regie                                             |
| Hakan Savaş Mican                            | Die Stadt der Fahrraddiebe (UA)             | Regie Hakan Savaş Mican                           |
| Ron Hutchinson                               | Mondlicht und Magnolien                     | Regie Ruth Messing                                |
|                                              | Mein Lieb, mein Leid                        | Regie/Musik Thomas Schneider und Ralph Opferkuch  |
| Daniel Mezger                                | Balkanmusik                                 | Regie Jan Koslowski                               |
| Alfred Jerry                                 | Konig Ubu                                   | Regie/Bühne Andrzej Woron                         |
| Dawn King                                    | Foxfinder                                   | Regie Konradin Kunze                              |
| Alan Ayckbourn                               | Schöne Bescherungen                         | Regie Caroline Stolz                              |
| Frédéric Sonntag                             | George Kaplan                               | Regie Philipp Löhle                               |
| Eugène Labiche                               | Das Sparschwein                             | Regie Cornelia Crombholz                          |
| Wolfgang Krause Zwieback                     | Elbes Quellgeist (UA)                       | Regie/Buch/Bühne/Kostüme Wolfgang Krause Zwieback |
| Fjodor M. Dostojewskij                       | Das Gut Stepantschikowo und seine Bewohner  | Regie/Bühne/Kostüme Vlad Troitsky                 |
| Klim                                         | Das Mädchen mit den Streichhölzern          | Regie/Buch/Bühne/Kostüme Vlad Troitsky            |
| Peter Handke                                 | Die Stunde da wir nichts voneinander wußten | Regie Cornelia Crombholz                          |
| Clemens Meyer                                | Als wir träumten                            | Regie Alexandra Wilke                             |
| Nicky Silver                                 | Fette Männer im Rock                        | Regie Stephan Thiel                               |
| Sibylle Berg                                 | Hauptsache Arbeit!                          | Regie Stephan Thiel                               |
| Lutz Seiler                                  | Kruso                                       | Regie Cornelia Crombholz                          |
| Annett Gröschner                             | Moskauer Eis                                | Regie Lydia Bunk                                  |
| William Shakespeare                          | Romeo und Julia                             | Regie Cornelia Crombholz                          |
| Lukas Bärfuss                                | Die sexuellen Neurosen unserer Eltern       | Regie Kristo Šagor                                |
| Molière                                      | Tartuffe                                    | Regie Krzysztof Minkowski                         |
| Florian Zeller                               | Die Wahrheit                                | Regie Claudia Brier                               |
| Johann Wolfgang von Goethe / Nicolas Stemann | Werther!                                    | Regie Maik Priebe                                 |
| Philipp Löhle                                | Wir sind keine Barbaren!                    | Regie Maik Bues                                   |

### 2017/18
| Autor                               | Titel des Stücks                            | Regie                                    | Premiere         | Bemerkung |
| ----------------------------------- | ------------------------------------------- | ---------------------------------------- | ---------------- | --------- |
| Sophokles / Aischylos               | Antigone und Ödipus                         | Regie Cornelia Crombholz                 | Fr. 29. 9. 2017  |           |
| Jan Koslowski                       | Hello. It´s me Democracy (UA)               | Regie Jan Koslowski                      | Sa. 30. 9. 2017  |           |
| Thomas Bernhard                     | Vor dem Ruhestand                           | Regie Susanne Lietzow                    | Sa. 7. 10. 2017  |           |
| Yasmina Reza                        | »Kunst«                                     | Regie David Schliesing                   | Fr. 13. 10. 2017 |           |
| Oscar Wild                          | Bunbury                                     | Regie Felix Hafner                       | Sa. 2. 12. 2017  |           |
| Alan Ayckbourn                      | Ab jetzt                                    | Regie Stephan Thiel                      | Sa. 17. 2. 2018  |           |
| Bertolt Brecht                      | Die Kleinbürgerhochzeit                     | Regie Susanne Schmelcher                 | Fr. 23. 2. 2018  |           |
| Vlad Troitsky                       | Die Visionarren (UA)                        | Regie Vlad Troitsky                      | Sa. 17. 3. 2018  |           |
| Stanisław Lem                       | Solaris                                     | Regie Lucie Berelowitsch                 | Sa. 24. 3. 2018  |           |
| Johannes Naber                      | Zeit der Kannibalen                         | Regie Dominic Fridel                     | Fr. 4. 5. 2018   |           |
| François Durpaire / Farid Boujellal | Die Präsidentin (UA)                        | Regie Cornelia Crombholz                 | Sa. 12. 5. 2018  |           |
| Clemens Meyer                       | Als wir träumten                            | Regie Alexandra Wilke                    |                  |           |
| Daniel Mezger                       | Balkanmusik                                 | Regie Jan Koslowski                      |                  |           |
| Wolfgang Krause Zwieback            | Elbes Quellgeist                            | Regie Wolfgang Krause Zwieback           |                  |           |
| Dawn King                           | Foxfinder                                   | Regie Konradin Kunze                     |                  |           |
| Frédéric Sonntag                    | George Kaplan                               | Regie Philipp Löhle                      |                  |           |
| Lot Vekemans                        | Gift                                        | Regie Nina Baak                          |                  |           |
| Fjodor M. Dostojewskij / Klim       | Das Gut Stepantschikowo und seine Bewohner  | Regie Vlad Troitsky                      |                  |           |
| Klim                                | Das Mädchen mit den Streichhölzern          | Regie Vlad Troitsky                      |                  |           |
|                                     | Mein Lieb, mein Leid                        | Regie Thomas Schneider / Ralph Opferkuch |                  |           |
| Ron Hutchinson                      | Mondlicht und Magnolien                     | Regie Ruth Messing                       |                  |           |
| William Shakespeare                 | Romeo und Julia                             | Regie Cornelia Crombholz                 |                  |           |
| Alan Ayckbourn                      | Schöne Bescherung                           | Regie Caroline Stolz                     |                  |           |
| Eugène Labiche                      | Das Sparschwein                             | Regie Cornelia Crombholz                 |                  |           |
| Peter Handke                        | Die Stunde da wir nichts voneinander wußten | Regie Cornelia Crombholz                 |                  |           |

### 2018/19
| Autor                                | Titel des Stücks                   | Regie                                    | Premiere         | Bemerkung |
| ------------------------------------ | ---------------------------------- | ---------------------------------------- | ---------------- | --------- |
| William Shakespeare                  | Ein Sommernachtstraum(UA)          | Regie Cornelia Crombholz                 | Fr. 5. 10. 2018  |           |
| Yasmina Reza                         | Drei Mal Leben                     | Regie David Schliesing                   | Sa. 6. 10. 2018  |           |
| Gerhart Hauptmann                    | Die Ratten                         | Regie Matthias Fontheim                  | Sa. 13. 10. 2018 |           |
| Samuel Beckett                       | Warten auf Godot                   | Regie Stas Zhyrkov                       | Fr. 7. 12. 2018  |           |
| Robert Thomas                        | 8 Frauen                           |                                          | Sa. 8. 12. 2018  |           |
| Felicia Zeller                       | Ein neues Stück (UA)               | Regie Marie Bues                         | Fr. 22. 2. 2019  |           |
| Maxim Gorki                          | Die Letzten                        | Regie Milan Peschel                      | Sa. 23. 2. 2019  |           |
| Joseph Conrad                        | Der Geheimagent                    | Regie David Czesienski / Robert Hartmann | Fr. 5. 4. 2019   |           |
| Alexander Kühne                      | Düsterbusch City Lights (UA)       | Regie Cornelia Crombholz                 | Sa. 13. 4. 2019  |           |
| Wolfgang Krause Zwieback             | Tanz im Netz (UA)                  | Regie Wolfgang Krause Zwieback           | Fr. 17. 5. 2019  |           |
| Alan Ayckbourn                       | Ab jetzt                           | Regie Stephan Thiel                      |                  |           |
| Sophokles / Aischylos                | Antigone und Ödipus                | Regie Cornelia Crombholz                 |                  |           |
| Oscar Wilde                          | Bunbury                            | Regie Matthias Fontheim                  |                  |           |
| François Durpaire / Farid Boudjellal | Die Präsidentin                    | Regie Cornelia Crombholz                 |                  |           |
| Klim                                 | Das Mädchen mit den Streichhölzern | Regie Vlad Troitsky                      |                  |           |
| Bertolt Brecht                       | Die Kleinbürgerhochzeit            | Regie Peter Kleinert                     |                  |           |
| Lot Vekemans                         | Gift. Eine Ehegeschichte           | Regie Nina Baak                          |                  |           |
| Yasmina Reza                         | »Kunst«                            | Regie David Schliesing                   |                  |           |
| Stanisław Lem                        | Solaris                            | Regie Lucie Berelowitsch                 |                  |           |
| Johannes Naber                       | Zeit der Kannibalen                | Regie Dominic Friedel                    |                  |           |

### 2019/20
| Autor                                | Titel des Stücks                              | Regie                                | Premiere                                        | Bemerkung                         |
| ------------------------------------ | --------------------------------------------- | ------------------------------------ | ----------------------------------------------- | --------------------------------- |
| Bertolt Brecht                       | Der gute Mensch von Sezuan                    | Tim Kramer                           | Do. 3. 10. 2019                                 |                                   |
| Nina Raine                           | Konsens                                       | Katja Langenbach                     | Fr. 4. 10. 2019                                 |                                   |
| Meret Kiderlen und Kim Willems       | UTOP 89...und wer kümmert sich um die Fische? | Meret Kiderlen, Kim Willem           | Sa. 5. 10. 2019                                 |                                   |
| Albert Camus                         | Die Pest                                      | Krzysztof Minkowski                  | Sa. 5. 10. 2019                                 |                                   |
| Daniel Kehlmann                      | Heilig Abend                                  | Tim Kramer                           | Mi. 30. 10. 2019                                |                                   |
| Neil Simon                           | Sonny Boys                                    | Thilo Voggenreiter                   | Fr. 22. 11. 2019                                |                                   |
| Ewald Palmetshofer                   | Vor Sonnenaufgang                             | Juliane Kann                         | Fr. 10. 1. 2020                                 |                                   |
| Terrence McNally                     | Meisterklasse                                 | Ulrich Wiggers                       | Fr. 17. 1. 2020                                 |                                   |
| Tony Kushner                         | Engel in Amerika                              | Tim Kramer                           | Teil 1: Fr. 28. 2. 2020 Teil 2: Sa. 29. 2. 2020 |                                   |
| Manfred Karge                        | Die Eroberung des Südpols                     | Manfred Karge                        | Fr. 17. 4. 2020                                 | Coronabedingt abgesagt/verschoben |
| Molière                              | Der Menschenfeind                             | Elisabeth Gabriel                    | Fr. 29. 5. 2020                                 | Coronabedingt abgesagt/verschoben |
| Ralph Opferkuch                      | Erste Liebe                                   | Ralph Opferkuch                      |                                                 |                                   |
| Thomas Schneider und Ralph Opferkuch | Mein Lieb, Mein Leid                          | Thomas Schneider und Ralph Opferkuch |                                                 |                                   |
| Werner Buhss                         | Tagebuch eines Wahnsinnigen                   | David Czesienski                     |                                                 |                                   |
| Bonn Park                            | Das knurren der Milchstraße                   | Moritz Gärber                        |                                                 |                                   |

### 2020/21 – in Bearbeitung
| Autor                                | Titel des Stücks                   | Regie                                                                                        | Premiere         | Bemerkung                         |
| ------------------------------------ | ---------------------------------- | -------------------------------------------------------------------------------------------- | ---------------- | --------------------------------- |
| William Shakespeare                  | Coriolan                           | Martin Schulze                                                                               | Fr. 18. 9. 2020  | Coronabedingt abgesagt/verschoben |
| Carolin Millner                      | Tod der Treuhand                   | Carolin Millner                                                                              | Fr. 2. 10. 2020  |                                   |
| Thomas Schneider und Ralph Opferkuch | Ich mache meinen Frieden           | Musikalische Leitung Thomas Schneider, Ralph Opferkuch / Szenische Einrichtung Manuel Czerny | Fr. 16. 10. 2020 |                                   |
| Georges Feydeau                      | Floh im Ohr                        | Fabian Adler                                                                                 | Fr. 27. 11. 2020 | Coronabedingt abgesagt/verschoben |
| Anna Seghers                         | Das siebte Kreuz                   | Katja Langenbach                                                                             | Fr. 15. 1. 2021  | Coronabedingt abgesagt/verschoben |
| Judith Schalansky                    | Der Hals der Giraffe               | Thilo Voggenreiter                                                                           | Fr. 22. 1. 2021  | Coronabedingt abgesagt/verschoben |
| Johann Wolfgang Goethe               | Urfaust                            | Krzysztof Minkowski                                                                          | Fr. 26. 2. 2021  | Coronabedingt abgesagt/verschoben |
| Nick Hornby                          | Nipplejesus                        | Anton Kurt Krause                                                                            | Do. 1. 4. 2021   | Coronabedingt abgesagt/verschoben |
| Rainer Werner Fassbinder             | Die bitteren Tränen der Petra Kant | Elisabeth Gabrie                                                                             | Fr. 9. 4. 2021   |                                   |
| Hendrik Ibsen                        | Hedda Gabler                       | Maaike van Langen                                                                            | Fr. 28. 5. 2021  |                                   |
| Bertolt Brecht                       | Der gute Mensch von Sezuan         | Tim Kramer                                                                                   |                  |                                   |
| Nina Raine                           | Konsens                            | Katja Langenbach                                                                             |                  |                                   |
| Albert Camus                         | Die Pest                           | Krzysztof Minkowski                                                                          |                  |                                   |
| Daniel Kehlmann                      | Heilig Abend                       | Tim Kramer                                                                                   |                  |                                   |
| Neil Simon                           | Sonny Boys                         | Thilo Voggenreiter                                                                           |                  |                                   |
| Ewald Palmetshofer                   | Vor Sonnenaufgang                  | Juliane Kann                                                                                 |                  |                                   |
| Terrence McNally                     | Meisterklasse                      | Ulrich Wiggers                                                                               |                  |                                   |
| Tony Kushner                         | Engel in Amerika                   | Tim Kramer                                                                                   |                  |                                   |
| Manfred Karge                        | Die Eroberung des Nordpols         | Manfred Karge                                                                                |                  |                                   |
| Molière                              | Der Menschenfeind                  | Elisabeth Gabrie                                                                             |                  |                                   |
| Ralph Opferkuch                      | Erste Liebe                        | Ralph Opferkuch                                                                              |                  |                                   |
| Werner Buhss                         | Tagebuch eines Wahnsinnigen        | David Czesienski                                                                             |                  |                                   |

### 2021/22
| Autor                             | Titel des Stücks                              | Regie                       | Premiere     | Wiederaufnahme | Bemerkung |
| --------------------------------- | --------------------------------------------- | --------------------------- | ------------ | -------------- | --------- |
| Judith Schalansky                 | Der Hals der Giraffe                          | Thilo Voggenreiter          | 28. 8. 2021  |                |           |
| Johann Wolfgang Goethe            | Urfaust                                       | Krzysztof Minkowski         | 4. 9. 2021   |                |           |
| Rainer Werner Fassbinder          | Die bitteren Tränen der Petra von Kant        | Elisabeth Gabriel           | 17. 9. 2021  |                |           |
| Fayer Koch                        | Anorexia Feelgood Songs                       | Juliane Kann                | 18. 9. 2021  |                |           |
| Georges Feydeau                   | Floh im Ohr                                   | Fabian Alder                | 25. 9. 2021  |                |           |
| Manfred Karge                     | Die Eroberung des Südpols                     | Manfred Karge               | 1. 10. 2021  |                |           |
| Anna Seghers                      | Das siebte Kreuz                              | Katja Langenbach            | 8. 10. 2021  |                |           |
| Joseph Kesselring                 | Arsen und Spitzenhäubchen                     | Maaike van Langen           | 12. 11. 2021 |                |           |
| Heinrich von Kleist               | Michael Kohlhaas                              | Tim Kramer                  | 26. 11. 2021 |                |           |
| Arthur Schnitzler                 | Der einsame Weg                               | Tim Kramer                  | 14. 1. 2022  |                |           |
| Sibylle Berg                      | Und jetzt: Die Welt!                          | Tjana Thiessenhusen         | 18. 2. 2022  |                |           |
| Peter Weiss                       | Marat/Sade                                    | Christoph Nix               | 25. 2. 2022  |                |           |
| Nick Hornby                       | NippleJesus                                   | Anton Kurt Krause           | 25. 3. 2022  |                |           |
| Meret Kiderlen, Kim Willems       | In Arbeit (AT)                                | Meret Kiderlen              | 26. 3. 2022  |                |           |
| Wolfgang Kohlhaases               | Solo Sunny                                    | Elisabeth Gabriel           | 29. 4. 2022  |                |           |
| Thomas Schneider, Ralph Opferkuch | Ich mache meinen Frieden                      | Manuel Czerny               |              | 29. 8. 2021    |           |
| Meret Kiderlen, Kim Willems       | UTOP 89...und wer kümmert sich um die Fische? | Meret Kiderlen, Kim Willems |              | 11. 9. 2021    |           |
| Molière                           | Der Menschenfeind                             | Elisabeth Gabriel           |              | 10. 12. 2021   |           |
| Bertolt Brecht                    | Der gute Mensch von Sezuan                    | Tim Kramer                  |              |                |           |
| Terrence McNally                  | Meisterklasse                                 | Ulrich Wiggers              |              |                |           |
| Albert Camus                      | Die Pest                                      | Krzysztof Minkowski         |              |                |           |
| Werner Buhss                      | Tagebuch eines Wahnsinnigen                   | David Czesienski            |              |                |           |

### 2022/23
| Autor                                                                     | Titel des Stücks                     | Regie                | Premiere     | Wiederaufnahme | Bemerkung |
| ------------------------------------------------------------------------- | ------------------------------------ | -------------------- | ------------ | -------------- | --------- |
| Pedro Calderón de la Barca                                                | Das Leben ein Traum                  | Clara Weyde          | 9. 9. 2022   |                |           |
| Andy Stanton                                                              | Mr Gum und der sprechende Kirschbaum | Markus Heinzelmann   | 10. 9. 2022  |                |           |
| les dramaturx                                                             | Bitter Fields                        |                      | 10. 9. 2022  |                |           |
| Elsa-Sophie Jach, Thea Hoffmann-Axthelm, Markus Schubert, Sebastian Arnd. | Nessun Dorma                         |                      | 16. 9. 2022  |                |           |
| Georg Kaiser                                                              | Gas                                  | Florian Fischer      | 8. 10. 2022  |                |           |
|                                                                           | Die Schwarze Mühle                   | Showcase Beat Le Mot | 15. 10. 2022 |                |           |
| Sasha Marianna Salzmann                                                   | Im Menschen muss alles herrlich sein | Alice Buddeberg      | 26. 11. 2022 |                |           |
| Hans Christian Andersen                                                   | Die Schneekönigin                    | Clara Weyde          | 29. 11. 2022 |                |           |
| Georg Büchner                                                             | Woyzeck                              | Jan Friedrich        | 28. 1. 2023  |                |           |
|                                                                           | Sex und Kartoffeln                   | Anna-Kirstine Linke  | 31. 3. 2023  |                |           |
| Karl Marx                                                                 | Meister Röckle                       | les dramaturx        | 1. 4. 2023   |                |           |
| Bastian Reiber                                                            | Odyssee: Buch von Homer              | Bastian Reiber       | 13. 5. 2023  |                |           |
| Terrence McNally                                                          | Meisterklasse                        | Ulrich Wiggers       |              |                |           |
| Nick Hornby                                                               | NippleJesus                          | Anton Kurt Krause    |              |                |           |
| Meret Kiderlen, Kim Willems                                               | In Arbeit...                         | Meret Kiderlen       |              |                |           |

### 2023/24
| Autor                                                  | Titel des Stücks                                     | Regie                                                  | Premiere     | Wiederaufnahme | Bemerkung |
| ------------------------------------------------------ | ---------------------------------------------------- | ------------------------------------------------------ | ------------ | -------------- | --------- |
| Saša Stanišić                                          | Wolf                                                 | Clara Weyde                                            | 9. 9. 2023   |                |           |
| Martin Sperr                                           | Jagdszenen                                           | Julia Prechsl                                          | 9. 9. 2023   |                |           |
| Roman Sikora                                           | Tod eines talentierten Schweins                      | Clara Weyde                                            | 6. 10. 2023  |                |           |
| Jean Racine                                            | Phädra                                               | Pauline Vorberg                                        | 7. 10. 2023  |                |           |
| Daniel Kehlmann                                        | Nebenan                                              | Cornelia Maschner                                      | 20. 10. 2023 |                |           |
| Andy Stanton                                           | Mr Gum und das geheime Geheimversteck                | Markus Heinzelmann                                     | 25. 11. 2023 |                |           |
| Otfried Preußler                                       | Das Gespenst von Magdebu-huuu                        | Daniel Foerster                                        | 28. 11. 2023 |                |           |
| Kim de l’Horizon                                       | Blutbach                                             | Jan Friedrich                                          | 27. 1. 2024  |                |           |
| Julien Chavaz, Bastian Lomsché                         | Hojotoho! Hojotoho! Heiaha! oder: Menschen am Buffet | Julien Chavaz                                          | 24. 2. 2024  |                |           |
| Elfriede Jelinek                                       | Wolken.Heim                                          | Florian Hein                                           | 13. 4. 2024  |                |           |
| Svenja Viola                                           | Die Zukünftige                                       | Regie Grit Lukas                                       | 4. 5. 2024   |                |           |
|                                                        | Kosmos #2                                            |                                                        |              |                |           |
| William Shakespeare                                    | Timon von Athen                                      | Andreas Kriegenburg                                    | 13. 6. 2024  |                |           |
| Pedro Calderón de la Barca                             | Das Leben ein Traum                                  | Clara Weyde                                            |              | Datum folgt    |           |
| Andy Stanton                                           | Mr Gum und der sprechende Kirschbaum                 | Markus Heinzelmann                                     |              | Datum folgt    |           |
| les dramaturx (Lynn Takeo Musiol, Christian Tschirner) | Bitter Fields                                        |                                                        |              | Datum folgt    |           |
| Sasha Marianna Salzmann                                | Im Menschen muss alles herrlich sein                 | Alice Buddeberg                                        |              | Datum folgt    |           |
| Georg Büchner                                          | Woyzeck                                              | Jan Friedrich                                          |              | 15. 9. 2023    |           |
|                                                        | Sex und Kartoffeln                                   | Anna-Kirstine Linke                                    |              | 24. 9. 2023    |           |
| Karl Marx                                              | Meister Röckle                                       | les dramaturx (Lynn Takeo Musiol, Christian Tschirner) |              | Datum folgt    |           |
| Bastian Reiber                                         | Odyssee: Buch von Homer                              | Bastian Reiber                                         |              | 30. 9. 2023    |           |
| Nina von Mechow, Bäckerei Harmony                      | Kosmos #1: ZUNGEN BRECHEN                            | Leonie Jenning, Martha Mechow                          |              | Datum folgt    |           |
| Nick Hornby                                            | NippleJesus                                          | Anton Kurt Krause                                      |              | 17. 9. 2023    |           |

## Junges Theater

### 2014/15
| Autor                                               | Titel des Stücks             | Choreografie/Musikalische Leitung/Regie  | Bemerkungen              |
| Antoine de Saint-Exupéry                            | Der kleine Prinz             | Regie: Atif Hussein                      |                          |
| Jörg Schade / Franz-Georg Stähling / Andres Reukauf | Zorro jagt den Carmen-Schatz | Regie: Elaine Schmidt                    |                          |
| Gebrüder Grimm                                      | Schneeweißchen und Rosenrot  | Regie: Alexander Marusch                 | Weihnachtsmärchen 2014   |
| Erich Kästner                                       | Emil und die Detektive       | Regie: Robin Telfer                      |                          |
| Giuseppe Verdi / Alberto Cara                       | Nabucco                      | Regie: Sebastian Gruner                  | Kinderoper zum Mitmachen |
| Wolfgang Herrndorf                                  | Tschick                      | Regie: Dominik Günther                   |                          |
| Olga Ilieva                                         | Lina und das Traumfängerchen | Choreografie / Inszenierung: Olga Ilieva |                          |

### 2015/16
| Autor                                | Titel des Stücks                           | Choreografie/Musikalische Leitung/Regie                      |
| Grigori Frid                         | Das Tagebuch der Anne Frank                |                                                              |
| Brüder Grimm                         | Frau Holle                                 | Regie Kai Festersen                                          |
| Matteo Franceschini                  | Milo, Maya und die Reise um die Welt (DSE) | Musikalische Leitung Hermann Dukek / Regie Caroline Leboutte |
| Antoine de Saint-Exupéry             | Der kleine Prinz                           | Regie Atif Hussein                                           |
| Erich Kästner                        | Emil und die Detektive                     | Regie Robin Telfer                                           |
| Wolfgang Herrndorf                   | Tschick                                    | Regie Dominik Günther                                        |
| Olga Ilieva                          | Lina und das Traumfängerchen               | Choreografie/Inszenierung Olga Ilieva                        |
| Andres Reukauf                       | Zorro jagt den Carmen-Schatz               | Musikalische Leitung Tamás Molnár / Regie Elaine Schmidt     |
| Engelbert Humperdinck/Frank Rudhardt | Hänsel und Gretel                          |                                                              |
| Henning und Katharina Ahlers         | Von Drachen und Rittern                    |                                                              |
| Wolfgang Amadeus Mozart/Johann Wendt | Papagenos Zauberflöte                      |                                                              |
| Harald Lorscheider                   | Die Bremer Stadtmusikanten                 |                                                              |

### 2016/17
| Autor                                | Titel des Stücks                  | Choreografie/Musikalische Leitung/Regie                     |
| Adam Reist                           | Der Zauberlehrling (UA)           | Choreografie/Regie Adam Reist                               |
| Nach einer slawischen Sage           | Der Feuervogel                    | Regie Marcus Mislin                                         |
| Claudia Federspieler                 | Die Kuh Rosemarie (DSE)           | Regie Sascha Krebs                                          |
| Georges Bizet                        | Carmen                            | Regie Ulrich Schulz                                         |
| Erich Kästner                        | Emil und die Detektive            | Regie Robin Telfer                                          |
| Igor Bauersima                       | Norway.today                      | Regie Nina Baak                                             |
| Grigori Frid                         | Das Tagebuch der Anne Frank       | Musikalische Leitung Anna Grinberg / Regie Sebastian Gruner |
| Wolfgang Herrndorf                   | Tschick                           | Regie Dominik Günther                                       |
| Engelbert Humperdinck/Frank Rudhardt | Hänsel und Gretel                 |                                                             |
| Harald Lorscheider                   | Die Bremer Stadtmusikanten        |                                                             |
| Jan Koetsier                         | So ein Zirkus!                    |                                                             |
| Wolfgang Amadeus Mozart              | Unterwegs mit Mozart              |                                                             |
| Carlo Collodi                        | Pinocchio                         |                                                             |
| Sergej Prokofjew                     | Peter und der Wolf                |                                                             |
| Ingrid Lausund                       | Bin nebenan. Monologe für zuhause | Regie: Grit Lukas                                           |

### 2017/18
| Autor                   | Titel des Stücks              | Choreografie/Musikalische Leitung/Regie                         | Premiere         | Wiederaufnahme   | Bemerkung                |
| ----------------------- | ----------------------------- | --------------------------------------------------------------- | ---------------- | ---------------- | ------------------------ |
| Astrid Lindgren         | Pippi Langstrumpf             | Regie: Grit Lukas                                               | Sa. 14. 10. 2017 |                  |                          |
|                         | Hexe Baba Jaga im Zauberwald  | Regi Marcus Mislin                                              | So. 26. 11. 2017 |                  | Weihnachtsmärchen 2017   |
| Anthony Burgess         | A Clockwork Orange            | Regie Annette Kuß                                               | Sa. 24. 2. 2018  |                  |                          |
| Wolfgang Amadeus Mozart | Die Entführung aus dem Serail | Musikalische Leitung Tomohiro / Regie Sebastian Gruner          | Fr. 1. 6. 2018   |                  | Kinderoper zum Mitmachen |
| Grigori Frid            | Das Tagebuch der Anne Frank   | Musikalische Leitung Anna Grinberg / Regie Sebastian Gruner     |                  | Do. 19. 10. 2017 |                          |
| Claudia Federspieler    | Die Kuh Rosmarie              | Musikalische Leitung Emiliano Greizerstein / Regie Sascha Krebs |                  |                  |                          |
| Sergej Gößner           | Mongos                        | Regie Grit Lukas                                                |                  |                  |                          |
| Adam Reist              | Der Zauberlehrling            | Choreografie/Regie                                              |                  |                  |                          |

### 2018/19
| Autor                 | Titel des Stücks                         | Choreografie/Musikalische Leitung/Regie       | Premiere         | Wiederaufnahme | Bemerkung              |
| --------------------- | ---------------------------------------- | --------------------------------------------- | ---------------- | -------------- | ---------------------- |
| Pablo Lastras Sanchez | Roots (UA)                               | Choreografie/Regie Pablo Lastras Sanchez      | Fr. 19. 10. 2018 |                |                        |
| David Wagner          | Raus aus dem Haus (DE)                   |                                               | Fr. 9. 11. 2018  |                |                        |
|                       | Peterchens Mondfahrt                     | Regie Marcus Mislin                           | So. 25. 11. 2018 |                | Weihnachtsmärchen 2018 |
| Mareike Zimmermann    | Ritter Odilo und der strenge Herr Winter |                                               | Fr. 12. 4. 2019  |                |                        |
| Jacques Offenbach     | Hoffmanns Erzählungen                    |                                               | Mo. 3. 6. 2019   |                |                        |
| Anthony Burgess       | A Clockwork Orange                       | Regie Cornelia Crombholz / Christiane Hercher |                  |                |                        |
| Franz Kafka           | Der Prozess                              | Regie Uwe Fischer                             |                  |                |                        |
| Sergej Gößner         | Mongos                                   | Regie Grit Lukas                              |                  |                |                        |
| Astrid Lindgren       | Pippi Langstrumpf                        | Regie Grit Lukas                              |                  |                |                        |

### 2019/20
| Autor                 | Titel des Stücks                                   | Choreografie/Musikalische Leitung/Regie                    | Premiere         | Wiederaufnahme  | Bemerkung                         |
| --------------------- | -------------------------------------------------- | ---------------------------------------------------------- | ---------------- | --------------- | --------------------------------- |
| Jules Buchholz        | Democrisis                                         | Anton Kurt Krause                                          | Fr. 8. 11. 2019  |                 |                                   |
| Maraike Zimmermann    | Ritter Odilo und der strenge Herr Winter           | Musikalische Leitung Tamás Molnár / Regie Sabine Sterken   | Fr. 14. 11. 2019 |                 |                                   |
| Astrid Lindgren       | Ronja Räubertochter                                | Nicole Weber                                               | So. 24. 11. 2019 |                 |                                   |
| Tina Müller           | Falk oder der süße Gedanke vom Aufstehen und Gehen | Grit Lukas                                                 | Fr. 21. 2. 2020  |                 |                                   |
| Erich Kästner         | Pünktchen und Anton                                | Krzysztof Minkowski                                        | Do. 9. 4. 2020   |                 | Coronabedingt abgesagt/verschoben |
| Fabrice Melquiot      | Die Zertrennlichen                                 |                                                            |                  |                 |                                   |
| Jorge Salgueiro       | Die Farm der Freundschaft                          | Musikalische Leitung Justus Tennie                         | Do. 4. 6. 2020   |                 | Coronabedingt abgesagt/verschoben |
| David Wagner          | Raus aus dem Haus                                  | Musikalische Leitung Nathan Bas / Regie Stephanie Kuhlmann |                  | Do. 5. 12. 2019 |                                   |
| Pablo Lastras Sanchez | Roots                                              | Choreografie / Regie Pablo Lastras Sanchez                 |                  | Do. 27. 2. 2020 | Coronabedingt abgesagt/verschoben |

### 2020/21 – in Bearbeitung
| Autor                               | Titel des Stücks                                   | Choreografie/Musikalische Leitung/Regie                  | Premiere         | Wiederaufnahme  | Bemerkung                         |
| ----------------------------------- | -------------------------------------------------- | -------------------------------------------------------- | ---------------- | --------------- | --------------------------------- |
| Franz Kanefzky / Martina Oberhauser | Der Zaunkönig und die silberne Zauberflöte (UA)    |                                                          | Fr. 08. 10. 2021 |                 | online Video                      |
| Otfried Preussler                   | Die kleine Hexe                                    | Grit Lukas                                               | So. 29. 11. 2020 |                 | Coronabedingt abgesagt/verschoben |
| Kristo Šago                         | Ich lieb dich                                      | Tim Kramer                                               | Fr. 19. 2. 2021  |                 | Coronabedingt abgesagt/verschoben |
| Paplo Lastras Sanchez               | Poetry in Motion                                   | Pablo Lastras Sanchez                                    | Sa. 17. 4. 2021  |                 | Coronabedingt abgesagt/verschoben |
| Wolfgang Amadeus Mozart             | Die Zauberflöte                                    | Stefan Czura                                             | Fr. 4. 6. 2021   |                 | Coronabedingt abgesagt/verschoben |
| Maraike Zimmermann                  | Ritter Odilo und der strenge Herr Winter           | Musikalische Leitung Tamás Molnár / Regie Sabine Sterken |                  | Do. 24. 9. 2020 | Coronabedingt abgesagt/verschoben |
| Erich Kästner                       | Pünktchen und Anton                                | Krzysztof Minkowski                                      |                  |                 | Coronabedingt abgesagt/verschoben |
| Fabrice Melquiot                    | Die Zertrennlichen                                 | Valentin Kleinschmidt                                    |                  |                 | Online                            |
| Tina Müller                         | Falk oder der süße Gedanke vom Aufstehen und Gehen | Grit Lukas                                               |                  | Sa. 29. 8. 2020 |                                   |
| Jules Buchholtz                     | Democrisis. (K)ein Ausweg                          | Anton Kurt Krause                                        |                  | Mo. 7. 6. 2021  |                                   |

### 2021/22
| Autor                                            | Titel des Stücks                                   | Choreografie/Musikalische Leitung/Regie                  | Premiere     | Wiederaufnahme | Bemerkung   |
| ------------------------------------------------ | -------------------------------------------------- | -------------------------------------------------------- | ------------ | -------------- | ----------- |
| Kristo Šagor                                     | Ich lieb dich                                      | Tim Kramer                                               | 4. 9. 2021   |                |             |
| Pablo Lastras Sánchez                            | Poetry In Motion                                   | Choreografie, Regie Pablo Lastras Sánchez                | 1. 10. 2021  |                |             |
| Erich Kästner                                    | Pünktchen und Anton                                | Regie Krzysztof Minkowski / Musik Micha Kaplan           | 3. 20. 2021  |                |             |
| »Anne Frank Tagebuch«; Fassung von Antonia Welke | Liebste Kitty ...                                  | Musikalische Leitung Murat Parlak, Corinna Soeller       | 15. 10. 2021 |                |             |
| Franz Kanefzky, Martina Oberhauser               | Der Zaunkönig und die silberne Flöte               | Regie Florian Honigmann                                  | 8. 11. 2021  |                |             |
| Otfried Preußler                                 | Die kleine Hexe                                    | Regie Grit Lukas / Musik Maren Kessler                   | 28. 11. 2021 |                |             |
| Jörg Menke-Peitzmeyer                            | Sparwasser                                         | Regie Krzysztof Minkowski / Musik Micha Kaplan           | 22. 4. 2022  |                |             |
| Wolfgang Amadeus Mozart                          | Die Zauberflöte                                    | Musikalische Leitung Justus Tennie / Regie Ulrich Schulz | 20. 5. 2022  |                |             |
| Fabrice Melquiot                                 | Die Zertrennlichen                                 | Regie Valentin Kleinschmidt                              |              |                | Theaterfilm |
| Mareike Zimmermann                               | Ritter Odilo und der strenge Herr Winter           | Musikalische Leitung Tamás Molnár / Regie Sabine Sterken |              | 7. 9. 2021     |             |
| Tina Müller                                      | Falk oder Der süße Gedanke vom Aufstehen und Gehen | Regie Grit Lukas                                         |              |                |             |
| Sergej Prokofjew                                 | Peter und der Wolf                                 |                                                          |              | 3. 10. 2021    |             |
| Gisbert Näther                                   | Die Bremer Stadtmusikanten                         |                                                          |              | 6. 3. 2022     |             |

## DomplatzOpenAir
| Jahr | Autor/Komponist                                                               | Titel des Stücks                  | Musikalische Leitung/Regie/Choreografie                                                                                     | Bemerkung                           |
| 2008 | Peter Stone, Maury Yeston                                                     | Titanic – Das Musical             | Musikalische Leitung: Volker Plangg / Regie: Nico Rabenald                                                                  |                                     |
| 2009 | Peter Stone, Maury Yeston                                                     | Titanic – Das Musical             | Musikalische Leitung: Rainer Roos, Martin Wagner / Regie: Nico Rabenald                                                     |                                     |
| 2010 | Tim Rice, Andrew Lloyd Webber                                                 | Evita                             | Musikalische Leitung: Rainer Roos / Regie: Matthias Davids                                                                  |                                     |
| 2011 | Linda Woolverton, Alan Menken                                                 | Disney's Die Schöne und das Biest | Musikalische Leitung: Rainer Roos / Regie: Helga Wolf                                                                       |                                     |
| 2012 | Carl Orff                                                                     | Carmina Burana (Orff)             | Musikalische Leitung: GMD Kimbo Ishii-Eto / Choreografie/Inszenierung: Gonzalo Galguera                                     | Keine Inszenierung / Umbau Domplatz |
| 2013 | Alain Boublil, Claude-Michel Schönberg                                        | Les Misérables                    | Musikalische Leitung: Pawel Poplawski / Regie: Gil Mehmert                                                                  |                                     |
| 2014 | Richard O’Brien                                                               | The Rocky Horror Show             | Musikalische Leitung: Sebastian de Domenico / Inszenierung: Ulrich Wiggers / Choreografie: Denny Costello                   |                                     |
| 2015 | Richard O’Brien                                                               | The Rocky Horror Show             | Musikalische Leitung: Hermann Dukek, Martin Wagner / Inszenierung: Ulrich Wiggers / Choreografie: Denny Costello            |                                     |
| 2016 | Gerome Ragni, James Rado, Galt MacDermot                                      | Hair                              | Musikalische Leitung: Damian Omansen / Regie: Erik Petersen / Choreografie: Kati Farkas                                     |                                     |
| 2017 | Arthur Laurents und Leonard Bernstein                                         | West Side Story                   | Musikalische Leitung: GMD Kimbo Ishii / Regie: Gil Mehmert / Choreografie: Jerome Robbins                                   |                                     |
| 2018 | Tim Rice, Andrew Lloyd Webber                                                 | Jesus Christ Superstar            | Musikalische Leitung: Damian Omansen / Regie: Sebastian Ritschel                                                            |                                     |
| 2019 | Fred Ebb, Bob Fosse, John Kander                                              | Chicago                           | Musikalische Leitung Damian Omansen / Regie Ulrich Wiggers                                                                  |                                     |
| 2020 | Michael Kunze, Sylvester Leay                                                 | Rebecca                           | Musikalische Leitung: N. N. / Regie: Erik Petersen / Choreografie: Ludwig Mond                                              | Coronabedingt abgesagt/verschoben   |
| 2021 | Mark O’Donnell, Thomas Meehan, Scott Whittman; Marc Shaiman                   | Hairspray                         | | Coronabedingt abgesagt              |
| 2022 | Michael Kunze, Sylvester Leay                                                 | Rebecca                           | Musikalische Leitung David Levi / Regie Erik Petersen / Choreografie Ludwig Mond                                            |                                     |
| 2023 | Terrence McNally, Marc Shaiman, Scott Wittman                                 | Catch Me If You Can               | Musikalische Leitung Kai Tietje / Regie Felix Seiler / Choreografie Danny Costello                                          |                                     |
| 2024 | Andrew Lloyd Webber, Glenn Slater, Charles Hart, Ben Elton, Frederick Forsyth | Love Never Dies                   | Musikalische Leitung Paweł Popławski/Justus Tennie / Regie Pascale-Sabine Chevroton / Choreografie Pascale-Sabine Chevroton |                                     |
| 2025 | Marshall Brickman, Rick Elice, Andrew Lippa, Charles Addams                   | The Addams Family                 | Musikalische Leitung Paweł Popławski / Regie Felix Seiler / Choreografie Danny Costello                                     |                                     |